# ミスター味っ子の登場人物
ミスター味っ子の登場人物（ミスターあじっこのとうじょうじんぶつ）は、寺沢大介原作の漫画作品『ミスター味っ子』及び続編の『ミスター味っ子II』の登場人物を記述する。
『ミスター味っ子 幕末編』の登場人物については、『ミスター味っ子 幕末編#登場人物』を参照。
アニメ版ではオリジナルのキャラクターが多数登場しており、これに伴い同じ料理対決の対戦相手や勝敗結果が違ったりなどの変化がある。またアニメでは登場人物のリアクションが原作よりも大幅に誇張されており、衣装などビジュアルが全体的に派手なものとなっている。

## 日之出食堂
東京の下町である関陽地区（稲荷町、岡本町、桜ヶ丘町など）にある20年以上続く定食屋。味吉陽一が2代目としてお店を切り盛りし、法子が配膳を担当するなど、一家で営んでいる。
味吉陽一（あじよし よういち）
声：高山みなみ
本編および幕末編の主人公。通称「ミスター味っ子」。年齢14歳のち15歳。アニメ版では1973年7月24日生まれ、身長154cmとされている。関陽学院中学の2年生のち3年生。第28回と第29回味皇料理会グランプリコンテスト（通称味皇GP）の優勝者。下町の包宰と呼ばれた父・味吉隆男の跡を継ぎ、日之出食堂の調理を切り盛りする天才少年料理人。味皇との出会いにより、日本の料理界を背負って立つほどの存在に成長していく。熱くなりやすい性格だが、料理に関しては、大人に臆することなく立ち向かう。自らが駆る自転車に「ガンダム号」と名付けたり、ゲームに熱中するなど、中学生らしい一面も見せることがある。小鼻をピクピクさせると、何かを企んでいるというクセがある。13代・武生玄斎が作る出刃「神の包丁」の所有者でもある。
アニメでは、多少勝ち気で自信家な要素が加えられ、父親の死の理由なども詳しく描写された。当初から丸井が料理のアドバイスをしている関係もあり、陽一は丸井を父親のように接している。また『ミスター味っ子II』の陽太と同様、実父の威光に悩まされる場面もある。こういった場面自体は漫画でも存在し、「（父親の）味が出せない」などと悩むシーンがあった。また、アニメの終盤に向けて頭身が同世代のキャラクターと共にやや高くなっている。
アニメでは、料理人修行が一段落した最終話前の98話では、記憶喪失した味皇を蘇らせる事に失敗した味皇料理会の面々と一馬が次々と消え、法子が丸井からプロポーズを受けた事を告げられると、母親に対する戸惑いと料理への自信を一気に失い自暴自棄となる。プロポーズの事を知っていたしげるに八つ当たりしてアクシデントが発生する非常にシリアスな展開であった。それに続く最終回では、意気消沈のまま街中を彷徨っていた所を甲山夫人に招かれ、遅い夕食の団欒や病院でのみつ子の手料理を見るうちに「心を込めた愛のある料理を（人のために）作る」と改心。『俺、子供だった』と法子と丸井の前で自答し、成長する一面が繊細に描かれた。
『ミスター味っ子II』では、妻子持ちの35歳と大人になった姿で登場（第二部では40歳）。「天才少年料理人」と言われた才能は健在だが、嫁の八重と法子に「日之出食堂」を任せ、たった一言のメモだけを残して何の音沙汰もないまま7年間放浪の旅に出ていた。放浪先で「料理とは遊びである」という答えを得た事で「勝負に勝つ」事ではなく「勝負を楽しむ」事に重点を置くようになり、少年時代の熱くなりやすさは鳴りを潜め、どこか飄々とした掴みどころのない性格になった。料理スタイルも大きく変化し、工夫に工夫を重ねてきた少年期とは違った凄みを見せ付けている。時に陽太に対して「決めゼリフはつぶらな瞳で可愛く言わなきゃ効果はないぞ!!」などとアドバイスするが、丸井（後述）には「お前もその歳でそれはもうやめろ」と引かれている。
『ミスター味っ子II』でも序盤を中心とした回想で少年期の陽一が描かれている。連載終盤に差し掛かった2011年2月に掲載した作中作では、中学2年のバレンタインデーに後輩の吉野八重からもらったチョコレートに対抗心を燃やした（後にクラスメイト達の面前で手渡されてしまったことに対する照れ隠しだったと答えている）エピソードで八重との馴れ初めが明らかにされた。
自分が亡父よりほとんど教えを受けずに独学で料理を学んだ経験から、陽太にも自分に囚われずに独自の成長を遂げて欲しいと願い、再び海外へ。放浪先で出会った少年料理人たちを弟子とするが、第二部で日之出食堂が倒壊したタイミングで帰国する。後に味皇グランプリに出場、「味皇になりにきた」と宣言し、予選を突破した。源二郎の復帰、GP終了後はこれまでのように日之出食堂を切り盛りしている。
幕末編は源二郎との味試しに勝利した夜に、眠りについたところで江戸時代末期の日本に流れ着き（タイムスリップしたのか夢の中の出来事なのかは最終回でも本人すら分からなかった）、当時の偉人の悩みを料理で解決する。歴史の流れまでは止められず、坂本龍馬暗殺の直前まで一緒に行動していたが、刺客が来るのを察した龍馬によって一馬（後述）と共に使いに出された事で難を逃れる（龍馬自身は最終話でその襲撃から逃れた事が示唆された）。
味吉法子（あじよし のりこ）
声：横尾まり
陽一の母親にして、日之出食堂を料理以外の部分で支える人物。アニメでは32歳という設定（18歳で陽一を出産したことになる）。東北地方の料亭の一人娘として手伝いをしていたが、当時料亭の料理人であった隆男と駆け落ち同然に家出して結婚し、陽一を授かる。おっちょこちょいな性格で、食堂の売り上げを失くしたり、お祭りの出店の出店計画を忘れたりなどするが、明るい性格やその美貌で街の人気者である。第1話の時点では、美人だが推定年齢相応の容姿をしていたが、連載が進むにつれ若々しい容姿となっていった。陽一の事は溺愛しており、陽一が良いアイデアを思い付いてやって見せた時に抱き締める等些か過剰な表現でべた褒めする事も多い（陽一自身もそんな時は満更でもない表情を見せている）が、普段の生活態度など、叱る時はかなり厳しく叱る。料理においては陽一のことを絶対的に信頼をしているが、陽一が突然抜け出したり、学校の時などは彼女が食堂を切り盛りしており、基本的な腕前はしっかりしている（陽一曰く「大抵の料理はやっつけちゃうお母さん」）。
アニメでは金沢で寿司店を経営している兄・源一（声：秋元羊介）とその妻・良子（声：有馬瑞香）や、彼女にそっくりな「亮子」という若い女性が登場した（80話・81話。後述）。丸井から好意を寄せられており、97話で寝ぼけて丸井に抱きついたり、98話で丸井からプロポーズとイタリア行きの航空券を受け取ったことで急接近し、気持ちがときめき、揺らいでしまう。
『ミスター味っ子II』でも健在で、年齢不相応の容姿も変わらず、陽一の妻、八重と共に日之出食堂を切り盛りしており、寂れた商店街にある中、日之出食堂は常に繁盛している。
味吉隆男（あじよし たかお）
声：大塚芳忠（4、13、22話）→井上和彦（43、44話）→山寺宏一（51話）
陽一の父。第一作、『幕末編』、『II』を通じて故人扱い。墓石には昭和57年4月30日没、戒名は味道探究居士と刻まれている。かつてはある料亭で働いており、大人しく目立たない普通の板前だった。が、一人娘である法子と恋に落ち、駆け落ち同然で料亭を辞め、日之出食堂を開店させる。
料理人としては決して著名というわけではないが、天性の才能と溢れるアイディア、そして努力を怠らない真摯さをも併せ持つ。和洋中全てに精通し、「下町の包宰」と呼ばれていたほど。彼と縁があった人の評価はおしなべて高く、香港に渡った際にも「味仙人」劉白鳳と料理勝負をして引き分けている。人間としての魅力にも長けており、多くの料理人に影響を与えている。そのため、日本全国はもとより香港にも弟子がいる。
『ミスター味っ子II』では、10代の頃に初代味皇の村田源三を破ったことが語られ、その後年に船で海に出た際に嵐で難破して行方不明となったこと、十中八九生存していないだろうという見込みから妻子によって死去ということにしていた事実が明らかになった（前述の命日はその事故があった日）。孫にあたる陽太はこの事実を第50回味皇GP終了後に父・陽一から初めて聞かされた。
第50回味皇GP終了後に中国に戻った虎峰が隠れた名料理人を探す視察で雲南省を訪れた際、案内人から記憶喪失となって中国に流れ着いた凄腕の料理人が経営するという小料理店を紹介され、そこで店主が陽一と同じ二度揚げ特製カツ丼を作ったことと、虎峰が陽一の名前を呟いた時に懐かしさを見せる反応を示した為、陽一と法子が連絡を受けて中国に確認に向かおうとするところで物語は終了となった。その後発売された最終13巻に掲載されている巻末絵から生存が確認され、妻子の下に戻ったことが明らかとなった。その際陽太の子供であるひ孫（つまり陽一の孫）を抱いている。
名前が『ミスター味っ子II』の終盤では「隆夫」となっている箇所がある。
アニメでは、料亭で働いている時、味将軍グループからの誘いを拒んだため、味将軍の罠で料亭を追われ、あらゆる店からも入店を拒まれているという設定が追加された（法子との結婚はその後）。また死去した年月日は「昭和58年1月21日」となっていた（第15話。なお「1月21日」はこの話が放送された日）。
山岡みつ子（やまおか みつこ）
声：川浪葉子
アニメオリジナルキャラクター。陽一の幼馴染で、日之出食堂の手伝いをしている。可愛いが気が強く、弟のしげるをいつもどついている。料理が苦手で、彼女が作る物は悲鳴が出るほど不味く、いつもしげるに試食を拒否されている。食欲は旺盛で、しげるに「こんな大きなケーキを、ガツガツ食べてました!!」（第14話。この時みつ子は顔が真赤に）、陽一に「花より団子なんだからな、もう」（第75話）とからかわれる。一方裁縫はそこそこ得意で、陽一に手作りの手袋やエプロンをプレゼントしている。オープニングでは漫画の世界のコマから出る陽一をアニメの世界へと導いている。なお、前述の第80話・81話（松本市での話）では、姉弟ともに登場しない（これは唯一）。彼女とは直接関係ないが、原作『II』にはフランス料理店「プランタン」の息子として「山岡みつお」という名前だけが登場している。
山岡しげる（やまおか しげる）
声：ならはしみき
アニメオリジナルキャラクター。自称陽一の一番弟子。姉のみつ子からいつもどつかれていて、時には頭と身体が分離してしまったことがあった。彼の何気ない一言が料理対決のきっかけになったり、料理の工夫のヒントになることも少なくない。2人の両親は新聞社勤務という設定で、最後まで登場しなかった。
98話で法子と丸井の関係を偶然知り、イタリア行きの航空券を決意が決まるまでの約束で預かる。陽一や姉には内緒にしていたが、数日後の夕方にいた源二郎宅で見つかってしまい、通りかかった情緒不安定な陽一に「裏切り者」ときつく当てられて逃げ出してしまう。夜になり帰宅しようとしたところ交通事故に遭い、軽傷であるもののショック状態で一時意識不明の重体となる。最終話で回復し、陽一とも和解した。
なお、山岡姉弟は扉やエキストラ扱いのみだが原作にも何回か登場している（後述の阿部一郎初登場時に両者も初登場した）。

## 味皇料理会
日本の料理界においてトップに位置する組織。味皇を筆頭に各料理部門に主任を一人ずつ置いて、世界中の食べ物に精通している。また味皇料理会グランプリコンテストなどを主催している。
村田源二郎（むらた げんじろう）
声：藤本譲（若い頃は小杉十郎太）
通称「味皇」（「味の世界の天皇」の意味）。72歳。味皇料理会の創始者にして、日本料理界のトップに30年以上も君臨している。味に対しては一切の妥協を許さないが、その一方で料理人に対しては愛情を見せ、真摯に料理に向き合っていれば年齢・出自を一切問わず、同じ料理に奉仕する者として敬い、また数多くの料理人や市場関係者から絶大な敬愛を受ける。「味皇ビル」という自社ビルも持っており、そこに数々の料理部門を創設している。陽一の良きアドバイザーとして、陽一と共に全国を旅することもある。最後は自身が壁となり、陽一に味比べを挑む。そこでは料理人としてのすさまじい技量を見せている。
アニメ版では原作で語られなかった家族構成について言及されている。母親は少年期に亡くなり、村田食堂を切り盛りしていた兄の源一郎は、戦後間もない頃に戦災孤児たちに無償で食べ物を与えていた無理がたたってしまい他界している（父親の描写は特に無いが、戦後の頃には既に亡いことが作中で語られている）。弟の源三郎は健在であるが、源一郎の死によって食に対する考え方に違いが生じ、袂を分かつ。その後源二郎は味皇料理会を、源三郎は味将軍グループをそれぞれ設立することになり、数十年間絶縁状態だった。
ある時は快傑味頭巾として料理対決の審査を行ったり、悪徳料理人を懲らしめたり改心させたりもした。味頭巾として一時、一馬の養父だったことが明らかとなる。
アニメ終盤で源三郎と和解後、「料理の頂点を極めた者に、長など必要無い」と悟ってどこかへ旅立ち（その後も味頭巾などに変装して陽一たちの前に現れる）、元・味将軍七包丁の阿部一郎との「地獄の味遍路」の末に病に倒れたところを、巡礼の老婆（声：竹口安芸子）に作っていただいた料理を食べて「これが私の求めていた味だ!!」と叫びながら記憶喪失に陥ってしまう。これに気が触れた阿部一郎は、味への復讐のために新生・味将軍グループを乗っ取り、無責任料理計画のために味皇を利用する。味皇はかつての味将軍・源三郎を追放し、自ら味将軍の座に居座る。阿部一郎と陽一・一馬との勝負後は自宅に戻るものの、記憶は戻らず自宅に佇む老人となってしまった。味皇料理会の面々と一馬が料理の味で蘇らせようとするが悉く失敗（陽一も一度カツ丼を作って持ち込んだが、覚醒には至らなかった）。また、源二郎宅の庭先で陽一が法子のイタリア行きの航空券を隠し持っていたしげるに当たった際に、一馬が耕した野菜畑を踏み荒らした事に本能的に怒り（記憶喪失したまま）、陽一に「それでも料理人か!」と叱責を発する。最終話で陽一により日之出食堂に誘われ、第一話と同様のカツ丼を食べて記憶を取り戻し、「ミスター味っ子、精進せいよ」の言葉で締めくくり大団円を迎えた。
カセットブックには、彼の先祖にあたる村田屋源二郎が登場した。
『ミスター味っ子II』では、20年前、陽一との「味試し」の最中に発作で倒れて以来、病気療養で第一線を離れていた（前作のラストを飾る味試し編にて体調を崩した素振りを見せており、伏線は張られていた）。5年前に再び発作を起こし、完全に人前から姿を消し、陽一からも死亡したと思われていた。現在は「岬のお屋敷」と呼ばれる療養地にいるが、車椅子に座ったきりで、何も感じず何も分からない状態にある（この症状からすれば、「心臓発作」と「脳梗塞」にかかっている）。この状態になってから特においしい料理にだけ反応を示すようになった。数多くの料理人が彼に料理を食べさせているが、「鬼退治」と称して陽一・陽太・葛葉・源三の料理を「裏味皇GP」として食べさせた末に最終的に回復し、そのまま味皇GP決勝戦に飛び入り参加、圧倒的な支持を集めて勝利する（この結果について陽一は「あの状況で観客に投票させれば当然ああなる」と苦笑し、同時に「裏味皇GP」で陽太の勝ちを宣告された事に不満を漏らした）。その後垂目を伴って日之出食堂を訪れ、前作第1話同様特製カツ丼を注文して物語は大団円を迎える。巻末に掲載された天台一の取材ノートで、その数年後に源三、垂目と共に日之出食堂を訪れたラフスケッチが公開されており、いつまで経っても容姿が変わらない事を突っ込まれていた。
快傑味頭巾
声：藤本譲（初登場の第62話では「?」となっていた。以後はノンクレジット）
アニメ版に登場する源二郎のもう一つの姿。代々味の頂点に立つと言われる者が、その衣裳や滝沢彦之介作の包丁とともにその名を受継ぐとされている。源二郎がその称号を得た経緯は不明だが、その次の味頭巾を決める味勝負（堺一馬対料理人時代の永田社長）などは描かれている。金色の箸を持ち、登場する時には著名な時代劇・特撮・アニメの台詞のパロディ（稀にそのまま）を前口上にする。試食をするときは頭巾の下半分をめくるが、口周りが金色に発光して素顔が見えない演出がなされた。
初登場は第62話で、負けを認めない武智村正の前に現れて説教&制裁を加え、その後も負けを認めなかったり納得がいかない味将軍七包丁などの前に現れていき、味将軍グループにとっては陽一以上に恐るべき存在となる。その後も「大門屋」が仕組んだ味皇グランプリをニセモノと暴いたり、毛利とカモンが旗揚げした「味皇料理同盟」のからくり（長野県松本市で味皇と称するロボットをまつりあげて支配を目論んでいた。その際、味皇はドイツの料理店にいた関場を密偵として送り込んだ）を暴くなど活躍していた。
カセットブックには初代・快傑味頭巾も登場。その正体は味皇の先祖である村田屋源二郎である。
垂目太郎（たれめ たろう）（アニメ版では垂目森太郎）
声：龍田直樹
味皇の秘書。名前の通り少々垂れ目。第1話では、味皇のことをシーンによって「先生」「味皇様」と別な呼び方をしていたが、後に「味皇様」に統一された。原作では名前が無く、アニメで「森太郎」と設定されたが、『味っ子II』での名前は「太郎」となっている。モデルは作者の実弟。
第一話で味皇のお供で日之出食堂を訪れ、その直前の高級レストランのフルコースとの落差、「客ダネ」の酷さに辟易しているところで料理を作るのが陽一と知り「ままごとじゃあるまいし、子供の作った料理なんか食えるか!!」と激高したが、それがきっかけで陽一の闘争心に火が点く事になった。
「仕事の虫」であり、陽一と下仲が「神の包丁」をめぐって料理勝負をする事になった際、味皇は見に行きたかったが垂目の了解を得られず断念した。
アニメでは実家がポテトコロッケで有名な横浜の洋食店という設定があり、父・林太郎（声：水鳥鉄夫）や幼馴染で婚約者の白川理恵（声：冨永みーな）が登場した。理恵の実家はクリームコロッケが有名な横浜の洋食店で、理恵の兄・憲由（声：福田信昭）が店主を務めている。だが双方とも「元祖コロッケ屋」を言い張る商売敵同士であるため、婚約を機に双方に和解を勧めていたが、その席上、陽一と一馬が双方のコロッケの味で口論した事から鬱憤が爆発して、会はメチャクチャ、とうとう豪華客船で味勝負となるも、結果は両主人が双方の味を認めて結婚へとなる。初期のバレンタインデーの回では何年もチョコレートを貰っていないことを嘆いており当初は婚約者の設定はなかった。
『ミスター味っ子II』では現在でも源二郎のお世話係をしている。

### 料理部主任
丸井善男（まるい よしお）
声：飯塚昭三
味皇料理会イタリア料理部主任。イタリア帰りのシェフで、味皇料理会で料理セミナーの講師を務めていた。自身が語るように味皇の直弟子にあたり、得意な料理はパスタ。その中でも「ミートソーススパゲッティ」を得意としている。陽一が料理勝負を始めるきっかけとなる料理勝負以降は、陽一の良きアドバイザーとして常にサポートをしていた。
ただ、陽一が味皇と一緒に九州へ旅に出た際、日之出食堂を手伝い、慣れない大衆食堂の激務で倒れるまで働いたにもかかわらず、陽一から「旅に出ている間に売上が落ちた」と身も蓋もない事も言われている。
アニメでは陽一の母・法子に片思いしていることもあって、陽一の助手を務めるなど色々協力することが多く「丸井のおっちゃん」と親しまれている。当初は三枚目なキャラクターだったが、味仙人トーナメントで優勝経験があるなど、次第に実力者の片鱗を見せるようになり、顔立ちも二枚目に変わっていった。また唯一味皇と味将軍の関係を知っていたり、味皇失踪後に料理会会長代理を務めたりと重要な役割が多く、味皇からも最も信頼されている。イタリアでの料理人教育のために第50話で一旦レギュラーから退くが、味将軍グループとの最終決戦を目前にした第73話で帰国し、以後はレギュラーに復帰する。
『ミスター味っ子II』では、源二郎が病に倒れた後に、本人には責任のない些細なミスが原因で味皇料理会を追われ、ホームレスとなっていたところを陽一たちのサポートにより、イタリア風ラーメンの店を開いて立ち直る。またこのとき心労がたたったのか、かつての小太り系の体形から激痩せしていたが、開店後はある程度元に戻っている。
後に味皇GPに小西と組んで出場するが、新山・金本組に敗れた。
源二郎の復帰後は味皇料理会に戻ってイタリア料理について講義している。
下仲基之（しもなか もとゆき）
声：堀内賢雄
味皇料理会フランス料理部主任。陽一とは何度か勝負して敗れているが、主任を務める通り凄腕の料理人で、ハンサムな容姿に落ち着いた物腰。欧米の料理コンクールを総なめにしたほどの腕前。料理修行中はフランスやドイツに滞在していた経験を持つ。第28回味皇GPにおいて「味皇料理会代表」として2回戦で敗れた後に短期間失踪をする（味皇は彼の心情を理解し、いずれまた戻ってくると見て特に処分などは科さなかった）。フランス料理界の重鎮であるムスタキに師事し、その腕前も評価されている。13代・武生玄斎が作る出刃「人の包丁」の所有者でもある。またモデルは作者の中学時代からの友人とされている。
アニメでは純白の厨房着を使用し、フランス国旗を前掛けに使用したり、薔薇を携えて登場するなど、ナルシストな性格になっていた（ただしスルメなど、庶民的な食べ物が好きだったりする）。また第23話の味皇GPでは、「キンメダイカレー」の骨が残っているのを見て見苦しく思い、自らリタイヤを宣言する（原作ではしていない）など、食に関してもかなりの美意識を持っていた。
『味っ子II』では味皇料理会に残っているが、海外支部の統括部長として活躍し、日本では独裁体制を築いている室長も手を出せない存在になっている。元々他の主任達に比べて若年だったため、歳を重ねたとはいえ若々しさは残っている。また、室長の専横する料理会の現状に対しては批判的であるが、味皇料理会を初代味皇時代のような戦闘的な集団に戻すことを理想としている。源二郎の復活は喜んでいたが、その後も理想に変わりはなく、なお変革を目指す模様。
味皇グランプリには「トリプルクラウン」の評価を受けたアレックス・ロシと組んで出場し、新山・金本組を追い詰めるが、本人に責任のない制限時間オーバー調理を咎められ、それを自ら受け入れ敗退した。
最終巻巻末の天台ハジメの取材メモにて、結局味皇料理会を出奔し、大年寺三郎太、久島健男らしき人物と共に奥羽山中にて修行するイラストが公開されている。
『幕末編』でも最終2話に登場、陽一同様幕末時代にタイムスリップし、徳川の料理人として腕を奮う。
小西和也（こにし かずや）
声：鈴置洋孝
味皇料理会肉料理部主任。料理に関しては天才的な勘の持ち主で、かつては味皇料理会でも1・2を争う腕前と評されていたが、我がままな性格が災いし一度は味皇料理会を脱退し、ステーキレストラン『ウエマツ』で働く。後に肉料理部主任として復帰する（原作のみ）まで、「肉料理の天才」として料理界を渡り歩いていた。なお、第28回味皇GPにおいて、「九州代表」として出場している。モデルは下仲同様に作者の中学時代からの友人とされている。「当たり前!」が口癖だが、アニメではパワーアップして「当たり前!当たり前!当たり前ーっ!!」となり、これが好評なことから、「駄目だ! 駄目だ! 駄目だーっ!!」（第31話）や「はずが無い! はずが無い! はずが無いーっ!!」（第32話）などと、言葉を3回連呼するのがパターンとなる（原作『II』でも逆輸入する形で使われた。
アニメでは、味皇GPで味将軍グループと結託して参加するも敗退（原作では結託していない）。味将軍からの誘いを破り捨てたために肉料理への道を絶たれ、一から出直すべく、博多の板前寿司屋「初音寿司」で修業をし、その「初音寿司」の覇権を賭けて、陽一と共に味将軍との回転寿司勝負に挑戦、その修行中にしげるが試作品の寿司（ユッケ巻）を食べて喜んだ顔を見て、料理の素晴らしさを知る。そして味勝負に勝利後は真面目な料理人となる一方、味将軍からの完全離脱のために一馬・どんぶり兄弟・章吉・兵太らとレジスタンスを行い、そして陽一・一馬と結託してすき焼き勝負に勝利、味将軍の改心と共に完全に独立した料理人となる。
『ミスター味っ子II』では、新味皇体制に馴染めず再び料理会を辞め、「料理コンサルタント」業をやる傍ら、被災地のボランティアとして、被災者に料理を提供している。髪型は前作とは変わってはいないが、ヒゲを生やしている。しかし陽一の「あのヒゲさえなきゃなあ…」のため息がきっかけで剃った模様。また、名前が「和弥」になっていた。味皇GPに丸井と組んで（第一作の時点で丸井との絡みは多い）出場するも、新山・金本組に敗退した。
源二郎復活後は、味皇料理会に戻っている。
関場武雄（せきば たけお）
声：中村大樹（3、13、18、19、20話）→沢木郁也（65、66、82話）
味皇料理会ドイツ料理部主任。原作においては、味皇GPを除いて陽一以外の人物と公開料理対決をした唯一の人物。そのドイツ料理人スコルピオンとの勝負は惨敗したが、その後陽一と一緒に再戦し、雪辱を果たす。
アニメではやや大柄の屈強な青年として描かれている。みつ子がれい子らとバレンタインデーの手作りチョコで勝負することになり、公平性を保つため丸井から審査員を依頼された時はピアノを弾きながら承諾していた。審査に際してはどれも心のこもった素晴らしいチョコだとして引き分けの判定、特に塩やマヨネーズまで入ったみつ子のチョコまでも、涙しながら「うまいよ」と評するなど、なかなか懐の深い人物。（その後しげるに「お姉ちゃんに塩はあまり入れん方がいいぞと伝えてくれ」と耳打ちしていた）
養父が元味将軍七包丁の一人という設定があり、彼自身も七包丁・北の悪魔として陽一と対決する（後述）。また第80話で毛利とカモンが旗揚げした「味皇料理同盟」を探ろうとした時には、カンフーの使い手であるカモンと戦って善戦したほど、格闘技に長けていた。
『味っ子II』では米本と組んで味皇グランプリに出場するが、新山・金本組の前に敗退した。
芝裕之（しば ひろゆき）
声：石森達幸
味皇料理会日本料理部主任。主任の中でも最年長者。味皇を抜くと上座の方へ座ることなどや、また「味試し」では課題を考えたり、判定の中心にいる。
アニメでは演じる石森がブラボーおじさんとの兼役であるため、主任の中では丸井の次に出番が多いが、エンドロールで彼の名前が出るのは初登場の第3話と、陽一とお茶漬け勝負を行った第20話のみである。
カセットブックでは、かつて任侠の世界での料理対決で「不世出の名人」と呼ばれた不敗の料理人で、裏社会から逃れてきたところを味皇に助けられた過去が語られている。
『味っ子II』では、第50回味皇GPの何年か前に亡くなった事が語られた。味皇料理会最古参であるため、後述の新味皇葛葉は、「記録に残されていないが、芝さんは味皇料理会の設立当初の様子を知っていたかもしれない」と推測している。
米本精道（よねもと せいどう）
声：鈴木勝美
味皇料理会中華料理部主任。アニメでは主任の中で唯一陽一と味勝負をしていない。またアニメのみの設定として、甲来軒（後述）の親友として、そしてリャン・ガ・コーテー（後述）と味勝負をした事がある。なおこのリャン・ガ・コーテー戦を最後に彼が言葉を発するシーンは無く、以降は映像で登場するのみである。
アニメ版初登場の第3話では、垂目が「よねもと やすみち」と紹介していた（肩書きも「中国料理部主任」と紹介）。DVD-BOXに同封されている解説書では名前が「米本靖道」となっている。また第19話のEDクレジットでは、声が古田信幸名義となっていたが、この回の米本は喋っていない。
『味っ子II』では、関場と組んで味皇グランプリに出場するも新山・金本組に敗退した。

## 天才少年・少女料理人
陽一と同じく、14歳から18歳くらいまでの凄腕の料理人たち。特に陽一と同年代であるために、何度も料理対決をするなど、ある時は敵として、ある時は味方と良きライバルとして共に成長していく存在である。
作品タイトルである「ミスター味っ子」は、陽一本人に対し使われるが、一馬などその他の少年料理人に対しても使われることがある。
堺一馬（さかい かずま）
声：鈴木みえ
自称「味の貴公子」（原作）、あるいは「カレーの天才」（アニメ）。陽一のライバルの一人で、第28回味皇GPにおいては、陽一と「両者同時優勝」を成し遂げる（ただし、アニメ版では陽一の単独優勝）。第29回味皇GPでは途中敗退した。性格は多少自信過剰なところがあるものの、料理の腕に関しては陽一に決して引けを取らない。その中でも「カレーライス」は得意料理の一つであり、過去に2度陽一とカレー対決をしている。永田建設の社長（声：広瀬正志）のお抱えの料理人としてだけでなく、六本木、渋谷、麻布に店を構える。「大阪代表」として第28回と第29回味皇GPにも出場を果たしている。八重歯（本人は牙だと言う）が特徴。虫にちなんだ名前の助手がいる（コオロギ、バッタ、ウマオイ、タガメ、ゲンゴロウ。コオロギに関しては後述）。
アニメでは孤児で、幼少期に味頭巾に育てられて料理修行を重ね、「味頭巾の包丁」を受け継いだ設定が加えられている。行動は味皇GPまでは原作と同じだが、以後はオリジナルな展開となり、第26 - 28話にて大阪でレストラン『近畿』を出店し、初めて陽一とコンビで太郎・次郎とのカレー丼勝負に挑戦、第41話では岡本町でタコ焼き屋台を出す一方、陽一と味将軍グループ・杉本とのタコ焼き勝負を見届け、そして第47話では陽一と「味仙人トーナメント」の黄札を賭けてサンマ勝負を行うも敗れ、自分には「一つ欠けていた物があった」（客に食べさせるという事）と悟って、コオロギと共に船で別れる。
その後は味将軍へのレジスタンスや最終決戦に出陣、そして第75話からは副主人公となり、開陽学院の陽一&みつ子（&れい子と取巻きたち）のクラスに転入する一方、「日之出食堂」の前（かつて阿部二郎と及川が、弁当屋「THE OIKAWA」やハンバーガー屋「ABE&OIKAWA」を出した地所）に「一馬屋」というカレー屋を出店し、陽一とのコンビで様々な味勝負をした。保育園などにカレーパンを届ける等、慈善事業も行っている。
しかし、96話で記憶喪失した源二郎宅に味頭巾の鎧が置かれ同一人物であった事が判明し、多大な衝撃を受ける。もともと幼少期から実父と料理修行の遍路を辿っていたが実父が行き倒れとなり、4歳の頃に味頭巾に引き取られる。味頭巾の直属の弟子として受け継いだ包丁の偉大さから断片的に記憶喪失に陥り、その後永田に引き取られた事が日之出食堂で永田の口から明らかにされた。そして10年ぶりに味頭巾であった源二郎に一方的に味勝負を挑んだが記憶を呼び戻すことができず、翌朝、陽一に味皇の事を託して単身味遍路に出る。同様に旅に出た主要キャラクター達については大団円でそれぞれの旅先でのカットが入るが、一馬に至っては再び姿を表さずに完結している。
原作では関西の裕福な家の御曹司で、両親は健在な上、美人で世間知らずな姉もいる。両親は登場せず（『II』では「幼い頃に両親と別れた」と陽一の息子陽太に語っている）、姉も単行本のおまけのコーナーでワンカット描かれているのみで、実質的に登場していない。キャラクター設定の一部は『喰いタン』の高野聖也に反映されている。
『ミスター味っ子II』では本職の料理人を少し離れ、かつて世話になっていた「永田建設」の社長代理をしている。しかしその腕に衰えはなく、陽一とはまた違った視点で日本の食産業の構築を行っている他、陽一の息子である陽太への良きアドバイザーになったり、陽一と組んでうどん勝負を行い勝利している。陽一を中国の事業所に招いてアドバイスを求める事もあり、一方で「大金持ちの一馬くん」と呼ばれ、彼が日本を飛び出す際のパトロンのような役割もある。
味皇グランプリにも出場したが、予選ブロックの第一課題ではトップだったものの、第二課題で陽一が海外で見つけた少年、シオン・ハルスとアラン・ブラウンのコンビに、よりにもよって緊張していた2人に自分が送ったアドバイスが原因で逆転負けを喫して陽一にも呆れられ、「慢心のうえ油断してました」と謝るはめになった。なおアランとシオンは味方のため、陽一は「一馬の代わりに本戦じゃこの二人に頑張ってもらえばいい」と笑って一馬の敗退はまるで意に介さず、駄目押しの精神的ダメージを受けた。また、ロシが勝手に出場したシオンを叱責し、それを陽一が「予選を勝ち抜いた事は評価してやって欲しい」とフォローした際には「大した相手がいなかっただけでしょう」と言われてしまった。
『幕末編』では陽一と共に幕末にタイムスリップして当時の歴史上の人物が抱える問題を料理で解決するが、彼自身は陽一と違い最終話のラストでは幕末の記憶は全く残っていなかった。
中江兵太（なかえ ひょうた）
声：佐々木望
通称「素材の魔術師」（原作）、あるいは「ミスター鍋っ子」（アニメ）。博多三人衆の一人で「なかえ」の主人（三人衆の内、アニメでは彼しか登場していない）。福岡県博多で自前のお店を持ち、畑で丹精込めた野菜を栽培し、自ら漁にも行くなど、素材に関しては他の追随を許さず、妥協も絶対にしない。このため彼の店はメニューや用意できる人数などが、その日の成果により全く異なる。それでも客は彼の料理目当てに詰め掛け、評判は非常に高い。フグも調理している。鼻の上にいつもカットバンを貼り付けている（『II』では付けていない）。普段は優しく控え目だが、料理が絡むと勇ましくとことんまで追求を怠らない性格。また原作のみ「源三」（げんぞう）というアシスタントがいる。
正々堂々とした性格でもあり、「僕の料理には秘密なんてない」と初対面の陽一に手の内を明かす器の大きさを持つ。少年料理人で唯一、陽一に黒星をつけさせた。第29回味皇GPでは審査員が「両者同時優勝」を提案したのに対し、（須原自身ですらあまり意識していなかった、わずかな反応を見て）自ら潔く負けを認めて優勝を辞退した。
アニメでは原作と同じ鍋料理味試しをしていたが（ただしフグ調理はしていない）、双方とも相手の味を認めて負けを宣言、引き分けとなる。その後は後述の関平助の代理として、「山の札」を賭けた味仙人トーナメントで戦い、陽一と丸井の味探しや味皇料理会VS味将軍グループの最終決戦に観客の1人として登場している。この最終決戦には、後述の太郎、次郎、章吉、虎峰、ウィーン少年料理団も客として登場している。
アニメでは、堺一馬と初対面の際に感激の余り抱き着いたり、超人的なスピードで山中を駆け回る、山中の茸や山菜と会話し、川の魚と心を通わせるなどの一面がある。
『ミスター味っ子II』では、今なお博多で小さな店を設けている。回想シーンでの少年時代の容姿の違いは、旧キャラクターの中でも最も顕著。陽一が味皇GP出場を止めてから、第41回、第42回、第43回と3連覇を果たしている。だが第43回の味皇GP優勝直後に、後に新味皇となる葛葉に敗れている。
第50回味皇GPには出場せず、素材調達などの裏方に回って活動しているが、「決勝戦」の課題が鍋料理、さらにそれまでの敗退チームも出場出来ると聞いて「鍋料理と聞いちゃ黙ってられない」と、敗退どころか元々出場していなかったにも関わらず、どさくさに紛れて乱入する形で味皇GPに参加した。
岩川清也（いわかわ せいや）
博多三人衆の一人。そば屋「芝闘庵」を経営し素材からこだわりを見せて、祖父の代に東京の芝から現在の博多へとお店を移した。十八番は「鴨南蛮」である。「岩川桃子」（いわかわ ももこ）という妹がいる。
河合潤二郎（かわい じゅんじろう）
博多三人衆の一人。喫茶店「Mon Chateau」（フランス語で「私の城」の意）でチーフシェフを務めるケーキ職人。
前述の通りアニメには登場しないが、彼とのケーキ勝負で陽一が作った「小豆ケーキ」は、アニメ第50話の丸井との味探しで、陽一が丸井のバースデーケーキとして作った。
劉虎峰（りゅう こほう）
声：飛田展男
古くから皇帝の料理番として劉家の跡取りとして、香港一の名店「小亀楼」の筆頭料理人をも務める。登場する度に劉家での地位が向上し、第29回味皇GP出場時には、味仙人の筆頭弟子にまで登りつめていた。名門の出身者らしくプライドが異常に高いが、一方では新しいものに挑戦する意欲も旺盛。陽一に初めて作って見せた料理は、中国では珍しいとされる「焼き餃子」であり、その具体的な作り方を披露し、対決の題材にも選んでいる。餃子&ラーメン勝負の時には、「紅鶴」（こうかく）という少年アシスタントがいた。
アニメでは香港の孤島にある中華料理修行僧の総本山「料林寺」で修行しているという設定。原作以上に傲慢な振る舞いが目立ち、陽一の作った日本食に「客に出す方が失礼」と難癖を吐けたり、料林寺に連れて来てまで自らの実力を誇示しようとする等、嫌味な面が強調されていた。大僧正（声：土師孝也）をはじめ、「朱雀」（すざく。声：小杉十郎太）と「白虎」（びゃっこ。声：喜多川拓郎）を筆頭とする料林寺の師範代達からも、勝手に寺の名前を使ったり料理勝負を行う行動を問題視され、「目に余る」と評されている。その結果、本人も気づかぬうちに師範代であり七包丁の一人でもある、クワイ・チャン・カモンに利用されたことがあった。また港に停泊している船で生活しているなど、名門の出身では無い様子がうかがえる。なお、紅鶴は登場せず。
『ミスター味っ子II』では亡くなった師の"味仙人"劉白鳳の跡を継ぎ、劉家総帥の地位と"味仙人"の称号を受け継いだ。その後第50回味皇GPに陽一達が参戦することを聞きつけ、かつて陽一に負けた雪辱を果たすべく自身も弟子の虎鈴鈴とコンビを組んでGPに参加する。陽一達とは15の時以降会っておらず、再会は25年ぶりとなった。本人はこの出場を最後の機会とするつもりであるが、陽一潰しのために動く室長の勧誘は毅然と拒否している。GPに参加したのも陽一への雪辱戦の意味合いもあったが、本心は劉家総帥の責務の為に創意工夫を凝らした自分だけの料理を作ることが今後ほぼ出来なくなることから、もう一度ライバル達と共に料理を楽しみお祭り騒ぎをしたい為であった。
GPでは全参加者の中で唯一100点満点の採点を受けた料理を弟子に作らせて（虎峰は一切調理に手を出さなかった）予選を突破、本戦第1回戦で陽一と対決することになり、引き分けた。GPの終了後は中国に戻って改めて味仙人として活動している。最終話ラストで立ち寄った大衆食堂で味吉隆男らしき記憶喪失の日本人料理人と出会い、日本の陽一に連絡、隆男が最終的に日本に戻るきっかけを作る。
太郎・次郎（たろう・じろう）
声：松井菜桜子（双方とも）
アニメのみ登場。大阪の法善寺横丁で丼屋『双子亭』を経営している、双子の兄弟。通称「どんぶり兄弟」。兄弟揃って女顔の美形でロングヘアー、さらに女性声のため見た目は女性のようだが、れっきとした男性である。原作13巻第2話「あつあつのうどん」には「（鹿児島の）丼兄弟」と名乗る筋肉質の兄弟が登場するが、彼らとは別者。
白毛が兄の太郎で、赤毛が弟の次郎。公家装束のような厨房着を着て、公家言葉で話す。
陽一の噂を聞き、味皇の審査の元、大阪城で公開カレー丼勝負「クッキングマラソン」（実況役は嘉門達夫）を挑むも破れる。その後は陽一と結託して、味皇ビル奪還のため、味将軍グループの松・竹・梅（後述）と戦う。
ウィーン少年料理団（ウィーンしょうねんりょうりだん）
アニメのみ登場。オーストリアのウィーン出身の5人組の少年料理人にして、下仲の後輩。メンバーはヨアヒム（声：島本須美）、リヒター（声：高山みなみ）、トビー（声：神代智恵）、クリス（声：内樹葉子）、モーリス（声：折笠愛）で、ヨアヒムがリーダー格。
味皇グランプリに敗れ、一時的にフランスへ行った後、帰国した下仲が連れて来て、陽一達に引き合わせる。そして陽一とデザートオムレツ勝負を挑んだ。その後は前述の通り、師匠のムスタキ（後述）と共に、味将軍グループとの最終決戦の客として再来日する。
オムレツ勝負に使われたBGMは、NHKの大河ドラマ『花神』のOPテーマ（作曲：林光）のアレンジ版を使用していた。
章田吉子（しょうだ よしこ）
声：島津冴子
アニメのみ登場。京都の料亭の娘だが、料理修業のため敢えて男装し、「章吉」（しょうきち）と名乗っている。
刀鍛冶の滝沢彦之介に包丁を作ってもらうために陽一と対戦し、初戦の冷やし中華対決では勝利したが、再戦の茶碗蒸し対決で敗れる。しかし滝沢老人の好意により、特別に包丁を作ってもらえることになった。その後陽一&一馬組とみつ子&コオロギ組が対戦するアイスクリーム対決の際に再登場（滝沢の元で修行をしていた）。この相手なら楽勝となめてかかっていた陽一達に立腹し、みつ子達の応援をする。また海水浴のシーンでは、真っ赤なビキニスタイルで登場し、ナイスバディ振りを披露。陽一を真っ赤にさせ、一馬を鼻血まみれにした。
瀬戸内少年料理団（せとうちしょうねんりょうりだん）
「食の穴」で、未来の味将軍グループの一員になるべく、大石老師に歪んだ料理教育を受けている、12人の少年少女達。通称「二十四の御箸」。リーダーはユウタで、サブリーダーは月子。メンバーはタケシ（声：羽村京子）・メダカ（声：伊藤美紀）・ヒヨコ・ミツル・カオル・オンブ・サンゾウ・ヨシカズ・ヤスヒロ・ジロウ。
（月子を除き）全員、野球のユニフォーム風の厨房着を着用（ユウタは青系統。他は赤系統）。また修行も「釜引き」「おしゃもじ素振り」「皿のキャッチボール」といった、野球をモチーフにしたものが多い。
病気を理由に味勝負を辞退した大石に代わって、陽一達に鍋料理を作る「島巡り磯鍋競争」を挑む。結果は服を鍋にして、海水をダシにした陽一の勝ちとなり、味頭巾の説教もあって、ユウタ以外の11名は改心し、大石もまた自分の教育方針が間違っていたと悟り、素直に敗北を認める。
月子（つきこ）
声：水谷優子
二十四の御箸のサブリーダーだが、病気になってしまっていた大石の看病をする事が多く、料理は彼女を除きユウタを含む11名で行われる。
ユウタ/味の又三郎（あじのまたさぶろう）
声：松岡洋子
瀬戸内少年料理団のリーダー格で、異常なまでに負けず嫌いで自信過剰な性格の持ち主。メンバーの中でも特に味将軍の思想に染まってしまっており、メンバーに対しても過酷な特訓を強要する等、苛烈な面を持っている。
病気を理由に大石が陽一との勝負を辞退したのに対し、独断で勝負を決意。葉書で陽一たちを誘き寄せ、空豆島の周りの島から材料を調達して鍋料理を作る「島巡り磯鍋競争」を挑むも、敗北。しかし、ユウタは頑として負けを認めず、「俺は味将軍の料理人になるんだァ!!」と叫びながら、結局ただ一人、大石とも決別して味将軍グループへ加入してしまう事になった（負けを認めない者に制裁を加える味頭巾が、ユウタに制裁を加えなかったのかは謎）。その後、カモンと共に阿部一郎のアシスタントとなり、陽一達と味皇vs味将軍の最終決戦であるすき焼き勝負をするが、阿部一郎からは材料出ししか認められなかった為に、大した活躍も無く敗戦する。
すき焼き勝負に敗れた後、味将軍グループ自体が変わってしまった事もあって、完全に行き場を失ってしまったユウタは、流れの料理人にまで落ちぶれてしまい、屋台を引き、街から街へと旅をしながら行く先々で料理を作る、口覆面をした謎の少年料理人「味の又三郎」となって、「流しの料理人」という通称で呼ばれていた。しかし、作った料理は、食べる側を省みない傲慢な料理ばかりであった為に、客から反感を買ってしまっていたが、偶然から味皇に会って、「南京味すだれ」という鋼鉄製の南京玉すだれを使った厳しい修行に励む事になり、彼から「料理人としての腕と心」を学ぶ事になった。
修行を終えた後は、味皇の口癖を言ったり、歌いながら料理を作って用が済むと風と共に消えてしまう等といった、数々の奇行をとっているが、料理人としての腕は格段に上がっており、陽一達からも高く評価される程の物となっていた。
開陽中学に現れ、校長の依頼で「冷めないうどん勝負」をするも、勝負内容の趣旨を半ば無視したやり方をした上に、勝ちに急ぐあまり単純な調理ミスをしてしまったのが原因で、敗れる。陽一から最後まであきらめず、自分の可能性を信じる事を学んだ結果、最終的には大石達のいる瀬戸内へと帰っていった。

## 味将軍グループ
味皇料理会と勢力を二分するグループ。やり方は味皇料理会と正反対で、「日本全国の料理店を支配下に置くこと」を念頭に、手段は選ばずに攻撃してくる。アニメには七包丁を始めとして数多く出演するが、原作では阿部一郎が「まだまだ奥の手が控えている」と言うものの、その後一人しか登場していない。
味将軍（あじしょうぐん）
声：銀河万丈
味将軍グループの総帥。
アニメでは味皇の実弟・村田源三郎（むらた げんざぶろう）がその正体。和装の兄・源二郎とは違い、マントにタキシード姿。長兄の源一郎の死後、技と心で源一郎の教えを守る源二郎とは異なり、金と力で料理の道を追究している（このモットーは戦後の貧困故に、命を落とした源一郎の悲劇を繰り返さないという考えから生じたものである）。
阿部一郎のすき焼き対決でテレビを通して料理のあり方について語るコバイア王国のバルツ国王の姿が源一郎と重なったことや、対決後味皇に諭されたことで改心する。
阿倍二郎（あべ じろう）
声：大滝進矢
ファミリーレストランチェーン店の「ジェネシス」の雇われシェフ。料理人でありながら喫煙者である。ハンバーグが得意で、味将軍グループでは中核（ナンバーワンとも称される）に位置していたが、陽一に敗れたために皿洗いにまで降格した。
アニメでは姓が「阿部」と改名、ハンバーグ対決で敗れた後は遊園地のホットドッグ売りに降格されるが、駅弁マスターの及川かおるとコンビを組んで、日之出食堂の前にグループの弁当屋「THE OIKAWA」を出店して客を奪い、さらに、毎年日之出食堂が担当している町内カラオケ大会の弁当の件にも横槍を入れて自分たちの弁当を勧めるも、陽一の反対で却下、ならばとばかり「白飯は無し、ご飯もおかずとして7品で勝負」の条件でオードブル弁当勝負を陽一に申し込むが、日之出食堂の「ルネサンス弁当」に敗れる。その後第71話で実兄・阿部一郎が出陣する事を知って焦り、及川を誘って独断で陽一と対決を決心、再び日之出食堂の前にハンバーガー屋、それも当時では珍しい宅配屋「ABE&OIKAWA」を出店し、捨て身の執念で手作りハンバーガーを作って陽一に立ち向かう。だが独断出陣を味将軍・カモン・ユウタに咎められ、売れ行きの良さで許されると、機械を導入されて手作りから量産に変更したが、それが仇となって敗れ、さらに料理の原点に戻って手作りで作ったハンバーガーの味に感激してくれた少女ゆかり（声：麻見順子）に出会い、料理に一番大切な事に気付いて及川と共に改心する。改心後は阿部一郎が仕組んだ「無責任料理計画」に対抗する陽一、一馬の強力な助っ人として及川と共にゴッドハンド大虎に立ち向かい勝利する。
厨房着は赤い一般的な物だったが、コンビ時はベルトを装着した厨房着を着用（及川も。ただし大虎との対決時は元の厨房着）。口癖は「当然!当たり前!常識常識!」。
生まれてからずっと兄の一郎にグズと罵られていたため恨んでいたが、改心後は料理勝負に敗れて孤独になってしまった兄の元に駆け付け、一郎が作ったサンドイッチを一緒に食べて和解する。
及川かおる（おいかわ かおる）
声：沢りつお
「駅弁マスター」の異名を持つ、弁当の達人。隆男の親友・菊池屋（後述）の店の前に駅弁屋を出し、客を奪ってしまうが、陽一のあつあつ弁当に敗れる。
敗退後は田舎の温泉卵売りに降格されるが、打倒味っ子に燃えて阿部二郎とコンビを組んでオードブル弁当勝負を申し込むが敗退。最後に捨て身の執念で陽一に立ち向かったハンバーガー勝負でも敗れるが、料理の原点に戻って一生懸命に手作りで作ったハンバーガーの味に感激してくれたゆかりに出会い、愛のある料理は人に笑顔や夢、勇気を与えられる事に気付いて阿部二郎と共に改心する。改心後は阿部一郎が仕組んだ「無責任料理計画」に対抗する陽一、一馬の強力な助っ人として阿部二郎と共にゴッドハンド大虎に立ち向かい勝利する。
ズーズー弁やオネエ言葉で喋るのが特徴で、陽一の事を「わらしっ子」と言う。厨房着は緑。
原作にも登場しているが、駅弁勝負の時しか登場せず、味将軍グループとは無関係でオカマ言葉も話さなかった。また「かおる」という名はアニメのみの設定。
杉本（すぎもと）
声：江原正士
味将軍グループ最強の機動部隊を率いる。大型トレーラーで移動型のたこ焼き屋「さんちゃん」のオーナーである。明石からやってきた出っ歯が特徴の関西人。
アニメでは、ピンクの服に牛乳瓶底メガネというキャラで登場。阿部二郎や及川の物真似が得意なうえ、栄養ドリンクを飲むと筋骨逞しい姿になり、超高速でたこ焼きを作る技を見せた。
松・竹・梅（しょう・ちく・ばい）
味将軍グループに奪われた味皇ビルを取り返そうとする陽一とどんぶり兄弟の元へ、毛利が送った3人組。七包丁候補生のシェフ松（声：龍田直樹）、シェフ竹（声：小野健一）、シェフ梅（声：菅原淳一）の3人で結成されている。カモンの後の七包丁の座を狙おうと互いに対抗意識を持っている。厨房着は白い一般的な物だが、三人ともマフラーを着けており、松は緑色、竹は黄、梅は赤になっている。カモンが送ってきたデータを元に、さらに強化された餃子（いずれも二番煎じのようなもの）を作るが、陽一が帰国の時、劉から料林寺の秘伝の一つとして託された「ラーチャン腸詰」を加えた餃子で逆転させられる。
当初の段階での名前は「XYZ」だった。
デューク西条（デュークさいじょう）・ロビン島田（ロビンしまだ）
「必殺握り人」の異名を持つ、回転寿司職人。デュークは、両手で一瞬にして2貫の寿司を作る。ロビンは、両腕を高速回転しながら1貫ずつ寿司を作る。
小西が修行をしていた「初音寿司」の覇権を賭けて、陽一&小西と戦うも、最後の土壇場で敗れる。その後、金沢の握り寿司コンテストで、大虎のアシスタントをした事がある。
2人ともハードに徹する余り、一言とも喋らなかった珍しいキャラクター。なお原作では、味皇グランプリのお雑煮勝負時の客として、アニメのみのキャラクターだった俵博士とどんぶり兄弟らと共に一瞬だけ登場。

### 七包丁
いずれもアニメ版のみの登場（阿部一郎と関場は原作にも登場するが別設定）。
阿倍一郎（あべ いちろう）
声：大滝進矢
三友商事の社員食堂である、フライ専門店「レストラン アベ」のオーナーシェフ。二郎の実兄で「味将軍の懐刀」と称される。弟が降格する原因を作った陽一にリベンジを仕掛ける。研究熱心で、偵察員からの陽一の研究姿やアイデアに対して素直に感心することもある。また評判の社員食堂に現れ、その問題点を指摘しヒントを与えている。陽一との決戦では奥の手として使用した調味料が仇となり敗北。
アニメでは二郎と同じく「阿部」と改名、東大医学部卒のドクター・シェフという設定で、七包丁の最強の料理人でもある。料理を作る前に「料理カルテ」を作り、手術着を厨房着にし、メスで材料を刻むなど、手術感覚で調理する。助手がついているが、独善的な性格により、材料を差し出すことしかさせない。すき焼き勝負の時、勝負に負けた挙句、余ったネギを無造作に捨てた事を指摘した審査役のバルツ国王に「料理人不合格」の烙印を押されてしまう（敗退料理人にこのような烙印を押されたのは彼のみ）。グループ離脱後はコックになろうとするがどの店も相手にしてくれず、場末の定食屋で適当な料理を作って生活するまで落ちぶれてしまった。そこで偶然出会った味皇と未知の味を探す「味遍路」をするも、味皇が記憶喪失になった事で気が触れ、無味乾燥な料理を広める「無責任料理計画」に暗躍する。性格も原作とは違い、弟の二郎をクズと罵っていた。しかし最後のサンドイッチ勝負で敗れて孤独になってしまった時に真っ先に駆け付けて一緒に自分のサンドイッチを美味しそうに食べてくれた弟に感激して和解する。
なお「東大医学部卒業」「メスで材料を刻む」という設定は、1988年にアニメ雑誌『アニメージュ』（徳間書店）で行われた「ヘンタイ料理人募集」により一般公募で決められ、これに原作に登場した同キャラと組み合わせてこのキャラが誕生した。
大石老師（おおいし ろうし）
声：徳丸完
グループの長老。瀬戸内海の空豆島に設けられた養成所「食の穴」で、12人の教え子、通称「瀬戸内少年料理団」の先生をしているが、高齢のため寝たきりとなっている。
味将軍の「陽一打倒」の命を受けるも、高齢のため辞退しようとするが、結局は料理団リーダー・ユウタの独断で、料理団が陽一達と戦うこととなる。そのため七包丁で唯一陽一と戦っていない。
クワイ・チャン・カモン
声：たてかべ和也
中国の僧侶風の料理人。得意料理は中華料理。四字熟語を並べて言うのが得意。口癖は「食い改めよ!」と「見て驚け!」。モットーは「人の物は俺の物、俺の物も俺の物」。
味将軍の「香港料理界乗っ取り」の命を受け、正体を隠して料林寺で修行、料林寺の幹部の一人となり、劉虎峰を騙して野望を達成しようとするも正体がばれ、陽一と杏仁豆腐勝負するも敗れて、破門&下山（だがこれは、味将軍の日本制圧のための陽動作戦だった）。グループに戻り、ユウタと共に阿部一郎のアシスタントとなり、すき焼き勝負をするも、大して活躍の場も無く敗れ、グループ再生と同時にグループからも破門される。
破門後はインド山中でインド料理を極め、同じく破門された元マネージャー・毛利と共に、味皇ロボットを楯にした「味皇料理同盟」を松本市で旗揚げし、信者を集めるが、味頭巾に馬脚を現されて退散。後に毛利、大虎と共に阿部一郎の「無責任料理計画」に暗躍するが、ロボコックの料理を認めて改心する。なお最終回では、記憶が戻った味皇と陽一から発せられた虹を、中国から劉虎峰と共に見ていた。
ロボコック・サリー
声：土師孝也（初登場時は台詞無し）
一見ロボット風だが、実は最高のコンディションで料理を作るべく、自分の体をメカアーマーで覆った料理人。
七包丁第一の刺客として、陽一と丸井の味探しに乱入して、料理を披露するも敗れ、その後、俵三四郎博士（後述）がオーナーを務めるグルメ特急に侵入し、陽一・俵とフルコースを挑むも、最後のデザートで敗れる。味頭巾の説教で自分の求めた味を探すべく、味探しのためグループ離脱、後復帰して、カモンを改心させる。
ゴッドハンド大虎（ゴッドハンドおおとら）
声：渡部猛
寿司の名人。金沢市の出身で、身長10mの巨漢。必殺技は、巨大な手で一度に8貫の寿司を作る「マッハ握り」（物凄い速さで握るので、周囲には衝撃波が走る）。また、名前のとおり虎に変身する描写もある。
兼六園で行われた握り寿司コンテストに、デュークとロビン（後述）と共に参加、優勝するためにトロや海苔を買い占めるも、陽一の握り寿司に負け、味頭巾の説教で猫になってしまい退散。その後行方不明となるが、毛利・カモンと共に阿部一郎の仲間となるも、阿部二郎・及川のコンビに負け改心。
なお、原作の寿司勝負で彼と似た寿司虎の大将が登場するが、こちらはアニメほどの巨漢ではない（ただし、トロと海苔の買い占めは行なっている）。また、原作では味将軍グループの一員ではない。
武智村正（たけち むらまさ）
声：曽我部和恭
日本蕎麦の達人。江戸時代の浪人を思わせる料理人で、腰の日本刀で瞬時に蕎麦を打つ。
大晦日に年越し蕎麦勝負を挑み、グループの強力な機動力で圧倒するも、蕎麦が凍るミスで逆転。味頭巾の説教&制裁で、再修業のため離脱。その後復帰し、新生味将軍グループの第1号店の店長を任せられるが、その店はウェッキーひとし（後述）部隊に乗っ取られる。
北の悪魔・関場武雄（きたのあくま・せきば たけお）
声：沢木郁也
札幌市に現れ、特製フランクフルトを広めようとした。その正体は味皇料理会ドイツ料理部主任・関場武雄で、3歳の時に両親を事故で喪い、北海道でドイツ料理店を経営する夫婦に引き取られて料理を学びながら成長、養父が亡くなった時に愛用の包丁を譲り受け、養母が亡くなった以後も料理店を守っていたが、受け継がれた包丁は実は味将軍七包丁のシンボルで、知らぬ間に七包丁と化すも、味将軍の横槍で自由な料理が出来ないため、18歳の時に包丁を捨てようとしたところを味皇に咎められ、家出同然に店を閉めて味皇料理会に移籍したが、味将軍の命に逆らえず、脱会覚悟で七包丁に復帰する。
陽一との味勝負では長大フランクフルトを投げ縄の如く振り回して食べやすい大きさにするといった、ドイツで学んだ技術で圧倒するも、陽一が札幌でフランクフルト屋を経営する「難波」（なんば。声：菅原淳一）が夜食に持って来た三平汁をゆで汁にし、同じくフランクフルト屋の「梅田」（うめだ。声：松本保典）から教えてもらったアイヌネギ（ギョウジャニンニク）を材料にした「アイヌネギ入りフランクフルト」に逆転負けし、「勝っても負けても最後の料理だった」と号泣、しかし味皇・陽一、さらに札幌に来た下仲・芝・米本に励まされ、料理を続ける事を決意した。その後はとある料理店で修行をしていたが、そこで味皇に再会、「味皇料理同盟」の話を聞かされて松本市へ直行、陽一・一馬に協力して味勝負に勝利し、味皇料理会に復帰した。

### 幹部
毛利（もうり）
声：西村知道
味将軍のマネージャー。店の社長になったり、材料を調達したり、言葉巧みに店を乗っ取ろうとする。
「北の悪魔」の時、自分で「頭脳労働担当」と言っている通り、料理の腕は普通だが、悪知恵が利き、ずる賢い。店を乗っ取るためなら、どんな手段でも使う。しかし根は正直で、相手の食べ物でも旨ければ「落ちてゆく〜、ど〜こまでもど〜こまでも落ちてゆく〜」と言いながら落ちていくのが毎回のパターンだった。
グループ再生後は破門され、カモンと「味皇料理同盟」を旗揚げするが失敗。後に、阿部一郎の「無責任料理計画」に参加する。ファイナルバトルで一郎が陽一と一馬のサンドイッチを旨いと認めたことに、焦った一郎をフォローすべく自分もサンドを食うが、「落ちてゆく〜」と言った直後、「いかん!ここで落ちたら出番が無くなる。まァ、いいか」と言いながら落ちていったが、最後の全員集合場面で顔を出していた。この「まァ、いいか」というのは毛利役の西村がアドリブで変えた台詞で、打ち上げの時に西村は「毛利は正直なヤツだから、台詞を変えた」と語ったという。
毛利は本来、原作にも登場しているが名前が決まっていなかった、アニメでも初登場の時は「ジェネシス社長」だった。その後第31話で再登場した時に名前がついた。なお「毛利」という名前はキャラクターデザインの毛利和昭からとられたものである。
マングース・カメレオン
アニメのみに登場する、味将軍の側近的2人組。スキンヘッドの方がマングース（声：島香裕、山寺宏一ほか）。そうでない方がカメレオン（声：梅津秀行、古田信幸ほか）。
料理人のスカウトをしたり、味将軍の座る玉座を運んだりする。変装も自在。陽一が初めて出会ったグループ内の人物がこの2人。グループ再生後は破門されたのか登場していない。
なお「マングース」「カメレオン」という名前は、第33話冒頭の大型携帯電話での会話（この時マングースは及川のいる田舎、カメレオンは阿部二郎のいる遊園地にいた）で紹介されたのみ、EDでは単に「部下」としかクレジットされていない。またその名前が本名か、あるいはグループ内での偽名かは不明。
第61話ではカメレオンは「ドラゴン」という名前になっている。

### 七包丁の家族
2年花組料理隊（2ねんはなぐみりょうりたい）
アニメのみ登場。武智村正の娘・武智コマサ（たけち コマサ、声：勝生真沙子）、ゴッドハンド大虎の娘・大虎トラ子（おおとら トラこ、声：片岡富枝）、カモンの娘・モン（声：ならはしみき）の3人が結成した、スケ番風の料理人。3人ともセーラー服を着ているが、コマサのみ濃いピンク色のカラーリングとなる。
江川洋子（後述）の料理番組に乱入し、ちまき・柏餅勝負を申し込む。堺一馬の柏餅の試作品を貶されたことを知った陽一が助太刀する事を知り、父のリベンジとばかりにハッスル。しかし柏餅は引き分けだったものの、陽一の鯉のぼりちまきに敗れ、不満な3人はそのちまきを食うと、父との懐かしさを思い、負けを認めた。

## 味将軍グループ（味っ子II）
『味っ子II』では、味将軍グループは怠惰な料理店を導き共に成長を目指す味皇料理会とは対照的に、成長しない料理店に活を入れるために勝負を仕掛け、能力のなさを自覚させて反省を促していたとされている。また、店を乗っ取る事はしておらず、そのような行為は村田源三の流した虚言であるとされている。
源三の攻撃によってグループは既に壊滅し、味将軍も山中で隠棲しているが、今でも彼を支える料理人が周囲にいる様子。
味将軍
原作ではグループ名としてしか存在しなかったが、『味っ子II』で本人が登場。
実は初代味皇である村田源三と共に味皇料理会を創設した人物で、味将軍の称号はその時に名乗っていたもの。味皇との血縁はない。創設当時は初代味皇と共に料理会の二大巨頭と呼ばれていた凄腕の料理人で、源二郎が味皇となったあとに「安逸を貪るのは性に合わない」として料理会を去り、味将軍グループを結成した。
調理をする際には黒いコック服がトレードマーク。
料理については技術こそ重要という考え方を持ち、料理は心という味皇の精神には批判的。ただし、味皇とお互いに通じる理想はあったようであり、味皇個人に対して憎悪を抱いてはいない。
下仲に匿われる形で山奥で暮らしていたが、味皇グランプリに突如味吉軍と名乗ってKAEDEと共に出場。予選を突破し、本戦でもアラン・シオンのコンビを難なく破るなど今もその腕は全く衰えを見せていない。
味皇復活後は隠棲生活に戻った。
KAEDE（カエデ）
『味っ子II』に登場する味将軍の相棒の女性料理人。第50回味皇GPに出場した味将軍のパートナーとして初めてその姿を見せる。たらこ唇。
元々は味将軍に叩きのめされた料理人の娘で、父親は味将軍に負けた後失踪し、5歳にして天涯孤独の身になってしまった。味将軍も本来の目的に反して彼女をそんな身の上にしてしまった結果には責任を感じており、彼女に土下座して詫びた。そんな彼を前にKAEDEは自分に料理を教えるように頼み、その後味将軍のパートナーを務めるほどの凄腕にまで成長した。
料理のことには特に厳しく、時には行き過ぎて暴走する気性がある。その性格から第50回味皇GP本戦で破ったアラン・シオン組に対して、本戦終了後2人が倒れて救急車で担ぎ込まれるまで徹底的な指導を行った。この時は師である味将軍の取り成しさえ耳に入らず、味将軍もアランとシオンを内心気の毒がっていた。さらに「体は動かなくても頭は動くから」と結局病院にまで指導のために付いて行った。しかし平時は特訓でボロボロになって動けないアランとシオンの体に薬を塗ってやるなど、思いやりのある優しい女性。

## 下町商店街
陽一たちが住む関陽地区の町内会にある個人商店の人たち。
中華なかだ（ちゅうか なかだ）
陽一の関陽学院中学の同級生である仲田幸二の父親（声：喜多川拓郎）が店長。料理の腕前はイマイチで、お店を潰されていたかもしれなかったが、陽一が助っ人として手伝い「第5回ラーメン祭」で「甲来軒」に対して僅差ながら優勝を果たした。それ以降は陽一の考慮した「焦がしネギラーメン」が好評なようで、お店は繁盛している。
甲来軒（こうらいけん）
声：笹岡繁蔵
自他共に認める日本一のラーメン屋。「第5回ラーメン祭」では優勝候補の筆頭とされ、その実力は米本も一目置いていた。その後、日之出食堂を訪れるが、陽一はその頃、香港へ料理修行中であったために、陽一の料理を食べられなかった。また第13巻における結婚披露宴対決では、陽一の助っ人として参加している。
アニメでは興奮すると「ドドンガドーン!!」と叫んで頭頂部を噴火させていた（ただし第23話では叫び声は同じだが口から光を発していた）。なおアニメのみ、「甲山繁蔵」（こうやま しげぞう）というフルネームがあった（この「繁蔵」とは声優の「笹岡繁蔵」から取ったもの）。また丸井がイタリアに行っている際には陽一のサポート役も務めた。最終話に美人の夫人（ただし繁蔵が「スープのダシにもなりゃしねえ」とぼやく悪妻。声：小宮和枝）が登場、皆が去って塞いでいた陽一を励ますべく、「夫婦（めおと）が揃ってドドンガドーン!!」と夫婦で頭頂部を噴火させた。なおこの夫人にも当初「佐和子」という名前がつけられていたが、オンエアでは使われなかった。
玉川飯店（たまがわ はんてん）
声：山寺宏一
40年のキャリアを誇る岡本町の老舗ラーメン屋。昔ながらの醤油味スープと卵麺は定評がある。「第4回ラーメン祭」の優勝者で、辞退者が多い中第5回も参加したが、スープと薬味のゴマは好評だったものの、麺の腰が悪くて不評となる。甲山曰く「老いぼれ」（アニメ）。
熊五郎（くまごろう）
声：飯塚昭三（ノンクレジット）
岡本町の屋台ラーメン屋「熊五郎ラーメン」店主。絶対的な量と濃厚スープ、そしてチャーシューのサービス付きで、別名「夜の帝王」。屋台で唯一「第5回ラーメン祭」に参加し、「グフフ、勝ったも同然」という台詞を度々口にしながら調理を進めるが、スープのアク取りをせず、さらに麺が細打ち（屋台故早茹でするため）とアンバランスなため、大不評を買ってしまう。
トロイメライの若旦那（トロイメライのわかだんな）
声：安西正弘
レストラン。味将軍グループに立ち退きを要求され拒否したが、お店の前にファミレスチェーンの「ジェネシス」を建てられ首を吊ろうとしていた（アニメでは入水自殺しようとした）。大食いで仕事中にも仕事そっちのけで食べ続けていた。陽一のハンバーグの試食では大量に食わされてギブアップした。
岡田屋（おかだや）
声：緒方賢一
お好み焼き一筋50年の伝統を誇る老舗のお好み焼き屋。毎年の「行基公園桜祭」では2店舗分の出店を無理矢理している。お好み焼きの中でも広島風と呼ばれるタイプの品である。勝つためなら、商売仲間の「松坂屋」（まつざかや。アニメでは「松井屋」。声：沢木郁也）や「花天」（はなてん。声：西川幾雄）を審査員にするという卑劣男。しかし負けてからは真面目な性格となる。その他にも陽一とは「焼きそば」対決もし、その直後には彼を娘婿（「みのり」という娘がいる）にしようとも考えている。また第13巻における結婚披露宴対決では、甲来軒同様に、陽一の助っ人として参加している。
アニメでは興奮するとタコ入道（設定名は「オカダコゲロゲロ」）に変身する。口癖は「チューチュータコカイナー!!」。
天星（てんせい）
声：郷里大輔
50年のキャリアを持つ老舗の天ぷら屋。天ぷらを揚げる腕は一流だがガンコ者で、ちょっとしたヘマをした店員・高太郎（声：伊倉一恵。なお原作のみ「陽一の従兄弟」という設定）をクビにしてしまう。そこで陽一は、高太郎を復帰させるべく、テレビの寄席番組（『笑点』によく似たもの）からヒントを得た「ジャンボかき揚げ丼」を作り、高太郎を復帰させた。以後はあまりガンコさが無くなった。煙管を愛用している。
アニメでは登場の時、強烈な光線とスモークを伴って登場する。
鰻浜（うなはま）
声：峰恵研
老舗の鰻料理店。主人の「栄吉」（えいきち）は、鰻の裂き・串打ち・焼きのどれを取っても一流だが、天星に勝るとも劣らないガンコ。鰻丼を作ってみたくなり、鰻のおすそ分けを頼んだ陽一を断るが、陽一が作った3つの鰻丼（子供向けオムレツ鰻丼、女性向け山葵醤油鰻丼、一般人向けの黄金鰻製山かけ鰻丼）が好評となり、渋々鰻を分けることになる。
アニメでは芝のお勧めとなっており（原作には芝は出ない）、腕や胴体が自在に伸縮できる。また山かけ鰻丼を食べた時は、頭が爆発した。
なお、原作でのオムレツ鰻丼と山葵醤油鰻丼の試食は、栄吉の息子・省吾（声：松本保典）の妻と子が担当していたが、アニメでは、後述する試食親子が担当している。
磯源寿司（いそげんずし）
父・三木助と、息子・巧が二人で切り盛りする寿司屋。陽一が助っ人として手伝った「第7回寿司握りコンテスト」で優勝を果たす。
アニメでは金沢市内にある陽一の伯父・源一と伯母・良子の店として登場。
寿司虎（すしとら）
派手でけばけばしい店構えを持つが、味は確かで「寿司握りコンテスト」で開催以来ずっと優勝を果たしてきた。だが、その実力とは裏腹に、マグロのトロや海苔を買い占めたりなど、汚い手段も用いる。この手法はアニメでも七包丁のゴッドハンド大虎（前述）が用いていた。ただし審査員にまでは手を伸ばしていない。
料亭むらた（りょうていむらた）
陽一たちと同じ関陽地区にありながら、唯一山の手方面にある高級料亭。3代続く名代の料亭の主人であり、関西で日本料理の修行を積んだ村田信吉（むらた しんきち）の腕は日本一と言っても過言でないほどである。味皇と同じ「村田」姓であるが、味皇料理会との関係は無いことが作中にて明言されている。一人娘である由香美の結婚には賛成していたが、娘婿となる康介が跡継ぎになることは反対していた。
朝日屋（あさひや）
祖父の代から続く鹿児島の丼兄弟、太郎と次郎が出したうどん屋。仕込みから味付け、配達まで全て兄である太郎がやっている。
料理勝負の後に和解し、岡本町との合同キャンプでは食材調達に協力した。
アニメでは登場せず、うどん勝負は味の又三郎（前述）が担当している。また、アニメ版26話には「どんぶり兄弟」と名乗る白毛・赤毛の兄弟が登場するが、彼らとは別者。
おでん安二郎（おでんやすじろう）
おでん屋。日本一のおでん屋「伝政」で半年間だけ修行をしていたが、腕は秀逸で「たった半年だったが、おめぇの腕はよく分かっていた」と、親方が伝政の跡継ぎに指名したほどである。弟子たちが猛反対したことにより、一騒動が起こることに。陽一も味を認めており、毎日通うほどの美味しさであったが、それでも伝政の味には敵わないとわかり、陽一と一緒に研究を始めた。最終的には伝政の味を再現した上で更なる工夫をし、伝政の親方をして「極めたな、安…これでわしも、思い残すことなくあの世に逝ける…！」と言わしめた。だが伝政の後は継がず、自分の店をこれからも盛り立てていくことを誓い、親方も了承していた。
DHULIA（デリー）
カレー専門店。怠惰な息子である一雄（かずお）は中古のポルシェを乗り回し、お店の売り上げは近所にできたカレー専門店に遅れをとっていたが、陽一に「工夫をする」ということを学び、見違えるように研究熱心になった。
一龍（いちりゅう）
焼肉屋。一つの町に一軒分のみという伝説のタレ作り名人である金白寿（きん はくじゅ）のタレを採用し、日之出食堂を含む周辺の食品店を開店休業状態に追い込んだ。
いさみ屋（いさみや）
コンビニエンスストア。近所に大きなコンビニである「ニコニコマート」が出来て、さらには、いい加減な卸売業者にダメ鶏肉を仕入れさせられるなど踏んだり蹴ったりの毎日で、売り上げは落ち込むばかりで、いさみ屋の息子よしおが、「ニコニコマート」に石を投げつけようとしていた。
LITTLE EGG（リトルエッグ）
アニメのみ登場。岡本町にあるオムレツ専門店。俵三四郎博士はここで、自分が作った卵料理専門お料理マシーン「アレックス」で、この店の主任シェフ「星山」（ほしやま）（声：塚田正昭）とオムレツ味勝負をして勝ち、星山は免職される。これを知った陽一たちは星山復帰の掛け合いを兼ねて視察に来るが、ここで俵博士の「料理人を不要にする」と野望を聞いて、俵博士と味勝負をすることとなる。さらにこの場面はTV中継され、味皇料理会の5主任たちを憤慨させる。
金そば庵（きんそばあん）
声：島田敏
アニメのみ登場。「坂田金吾」（さかた きんご）が経営する日本そば屋。味将軍グループのショッピングセンター進出阻止を賭けて、陽一ら商店街の人々と共に武智村正との年越しそば勝負に挑む。その後は新生・味皇料理会に加入した。
YOSHIMURA's BURGER（ヨシムラズバーガー）
声：梅津秀行
アニメのみ登場。陽一たちの近所で気のいい青年「吉村」（よしむら）が経営しているハンバーガー屋。その店が阿部二郎と及川の店に客を奪われたため、陽一や味皇料理会の3主任（下仲、米本、芝）と協力してハンバーガーを改良し、さらにその腕を買われて、新生・味皇料理会に加入した。

## 国内の料理人
陽一は、下町商店街以外の場所にも行った事がある。ここでは、「原作・アニメ」「原作のみ」「アニメのみ」に分けて紹介する。

### 原作・アニメに登場する国内の料理人
菊池屋（きくちや）
声：吉村よう
青森県S市の「谷田川」駅で、駅弁屋を経営している。かつては隆男の元で修行をしていた。だが及川の駅弁屋に客を取られたため、陽一が助太刀する事となる。その後、新幹線の停車駅を巡って、S市と隣のH市が青森市の「全国駅弁コンテスト」で対決する事となり、再び陽一が助太刀した。なおこの間の味皇GPでは、甲山・玉川・熊五郎・仲田・トロイメライの若旦那・岡田・天星・高太郎と共に、決勝戦の陽一の応援にやって来た（アニメでは、甲山と岡田は江川と共に審査員に）。妻がいる。
アニメでは及川との駅弁勝負の時のみ登場し、妻は登場しない。また駅弁屋を出した駅は、「野々出」駅となっていた。
熊坂一郎（くまさか いちろう）
声：峰恵研
博多きっての料亭「味源」（あじげん）を経営する料理人。味皇の依頼で、陽一と兵太の鍋料理味試しの審査を受け持った。「うまかっちゃん」が口癖。なおEDクレジットは「審査員」だけ表記され、名前は表記されなかった。

### 原作のみに登場する国内の料理人
青木屋（あおきや）
青森県H市の弁当屋。店員は、店主である父と5兄弟からなり、特に五男の青木五郎（あおき ごろう）は一番の腕を持つ。
S市の谷田川駅とH市の駅（「大関」駅か「池上」駅）で新幹線停車駅を争う事となり、S市の牧場の牛を買占め、冷しゃぶと4種類のご飯と梅入り寒天からなる「しゃぶしゃぶ弁当」を出品するが、肉の底にドライアイスを入れたのが仇となり敗れる。その後五郎は「いろは屋」という弁当屋に招かれ、「西都デパート」の地下街に出品すべく「お茶漬け弁当」を作り、陽一が結託した「あったか弁当」や、料理評論家・高平謙が結託した「近江弁当」と争う。
久島建男（くしま たてお）
依頼があればどこにでも出張し、日本でただ一人の「出張料理人」の異名をとる、大きな行李を担ぐ坊主頭の男。かつては東京は芝の名刹の、学問・教養・人格を兼ね備えた名僧であったが、何もかも捨てて料理人への道を歩んだという風変りな経歴を持つ。
料理に限らず調度品に至るまで全て手製するこだわりようで、上客である飛鳥涼吉は味皇に匹敵する（もしくは今なら味皇より上）という評価をしている。大富豪・飛鳥家に招かれ、「陽一をパートナーにしたい」と申し込み、それを賭けて陽一とフルコース勝負を挑む。結果は3対2で久島の勝ちとなるが、陽一を自分の懐に入れる愚かしさを知り、白紙撤回して飛鳥家を去った。真っ向勝負で陽一に黒星をつけさせた数少ない料理人の一人。シリーズを通しても最強クラスの勝負相手であり、陽一がオードブルとスープで2連敗を喫した際には、一時的にだが包丁を握る気力すら無くすほど打ちひしがれていた。
なおアニメでは、この勝負はロボコックと陽一&俵博士&アレックス2によって行われた。
『味っ子II』にも登場、陽一と虎峰に対する刺客として味皇料理会から大年寺三郎太とコンビで出場するが、結果は引き分け。その後陽一の提案で彼らもそのまま本戦に出場することとなった。前述のように少年時代の陽一との対決では最終戦にまで持ち込まれた末の勝利だったが、陽一自身は陽太に対しても自分が完敗した相手と言っている。
大河内屋（おおこうちや）
代議士を父に持つ、やくざの若親分風の料理人・大河内英二（おおこうち えいじ）が店主の仕出し弁当屋。前年のピクニックに弁当を仕出していたが、その仕出役を日之出食堂が担当すると知るや面白くなく、下町商店街の人たちを宴会に連れて行くなどの、あくどい横槍を入れて妨害するが、最後は日之出食堂が出したアイスクリームコーンを使ったおにぎりに敗れる。
久保（くぼ）
隆男の知人である流しそうめん屋。谷間岳（モデルは谷川岳）近辺で岩清水を使った流しそうめんを経営していたが、上流に出来た流しそうめん屋「涼」に岩清水のルートを変えられ、店は寂れて回転寿司屋になってしまう。そこで陽一は、特製そうめんと回転寿司のセットを使った回転そうめん屋に変え、人気を取り戻させる。

### アニメのみに登場する国内の料理人
初音寿司（はつねずし）
声：田口昂
味将軍グループに侵された博多の町で、唯一グループへの介入を拒んだ老舗の板前寿司屋。小西和也が精神修行をした場所でもある。板前自身は勝負のために博多の店を離れる事はせず、この店の存続を賭けて、陽一は小西と共に、味将軍配下のデューク&ロビンと戦う事に。敵地『じぇねすし』新宿店にこっそり足を運んでいる。
味船敏八（みふね びんぱち）
声：玄田哲章
海に生き、海で料理を作る、「幻の遠洋漁業料理人」の異名を持つ、筋骨隆々の豪快な料理人。まな板を愛しており、まな板でサーフィンする事が出来る。携帯している徳利には、しょっつるが入っている。
陽一たちを葉書で誘い、味仙人トーナメントの青札を賭けて焼き魚荒磯勝負を申し込む。その後は味皇の依頼で、瀬戸内少年料理団の監視役を担当する。隆男とも戦ったことがある。味皇料理会のメンバーたちと同様、味皇の覚醒には成功せず、味探しのために太平洋横断の旅に出た。
関平助（せき へいすけ）
声：神山卓三
とある山奥で「山彦軒」（やまびこけん）を営む料理人にして、隆男の師匠。味仙人トーナメントの緑札を持っていたが、都合により中江兵太が代わって陽一と戦う事となる。
大門屋（だいもんや）
和歌山県の高野山にある豆腐屋。超極端なノミの夫婦、おから（声：青木和代）と勘平（声：龍田直樹）が経営している。ゴマ豆腐が売り物。
高野山で行われる「味皇グランプリ」で、陽一達が結託した「ひじり屋」と戦うも敗れ、しかも司会者に扮した味頭巾に、このグランプリは大門屋が仕組んだニセモノである事が暴かれてしまう。だがそれは、最近豆腐の人気が無くて困っていたところに、味皇の人気を知って、味皇の名を使って人気を取り戻すためだった。
ひじり屋（ひじりや）
高野山で大門屋と並ぶ豆腐屋。病弱の店主・鏡太郎（声：西川幾雄）に代わって、娘の絹子（声：水谷優子）が経営している。「味皇グランプリ」の事を聞いて高野山に来た陽一と一馬は、彼女達のためにグランプリに参加する事になる。
冬彦（ふゆひこ）
声：池田勝
日之出食堂のある下町の隣町で人気となっている焼鳥店「鳥舟」の店主。店を増やして自身の店の焼き鳥の味を日本中に広める事を夢としている。日本中を旅して回る放浪癖のある長男・秋彦には失望し、次男の夏彦に期待をかけて店の切り盛りも任せていたが、それが結果的に夏彦の増長を招いてしまう。自身に隠居を言い渡す夏彦に店を乗っ取られる寸前となり、自身も気付かぬ内に店員達からも見限られてしまった冬彦は、秋彦を信用せずふさぎ込んでしまうが、それに反対した秋彦の活躍によって隠居を免れ、息子達とも和解した。
秋彦（あきひこ）
声：橋本晃一
日之出食堂のある下町の隣町で人気となっている焼鳥店「鳥舟」の長男。秋のように涼しく爽やかな性格。弟の夏彦と異なって、日本中を放浪する日々を送るが、決していい加減に生きているのではなく、その目的は日本中の焼き鳥の味を知る事で、鳥舟の焼き鳥の味をもっと良くする為であった。焼き鳥を焼く父親の事もかっこいいとずっと憧れており、無理矢理隠居させて店を乗っ取ろうとしている夏彦に反発。陽一や一馬と共に焼き鳥太鼓合戦を繰り広げ、自らが日本中で学んだ焼き鳥の味を生かして作り上げた最高の焼き鳥によって、夏彦に勝利した。
夏彦（なつひこ）
声：伊倉一恵
日之出食堂のある下町の隣町で人気となっている焼鳥店「鳥舟」の次男。夏のように暑く強気な性格の持ち主。兄の秋彦が日本中を放浪しているのに対し、夏彦は鳥舟で修行を続けており、その為に父親と同様に兄とは険悪な関係となっている。やがて、自身に全幅における信頼を寄せた父親からは、店の切り盛りのほとんどを任せられるに至ったが、次第に増長した夏彦は、父親を時代遅れと見下すようになり、無理矢理隠居させて鳥船の実権を握ろうとする。それに反発した秋彦、陽一、一馬の三人と焼き鳥太鼓合戦を繰り広げるが、鳥舟秘伝のタレに頼っていた自身に対し、それに頼らない新しい焼き鳥を生んだ彼に敗れた。
富屋（とみや）
声：峰あつ子
ウエッキー部隊に侵された東京の丸の内で、唯一ウエッキー配下とならずにいた、老婆・お富が一人で経営するおにぎり屋。昔からの手握りでのおにぎりを売っている。

## 関陽学院中学
陽一が所属する2年3組の面々を中心に、様々な困難に立ち向かう。野球部は、地区でも屈指の強さを誇り、エースの仲田抜きでも地区大会優勝を果たした。
仲田幸二（なかだ こうじ）
声：真柴摩利
父親が経営する中華料理屋「なかだ」の息子で、陽一と同じ2年3組に所属する。野球部ではエースで4番打者であるが、「なかだ」の経営が圧迫されたことにより、店の手伝いもすることになった。また、3年生の夏の大会期間中は右手骨折のために出場ができず、次期エースの小林兆治にスタミナをつけるため陽一に依頼した。作品中に弟も登場する。
江川たけし（えがわ たけし）
声：小粥よう子
母親はTVにも出演するほど有名な料理研究家・江川洋子（後述）。だが本人は好き嫌いが激しく食が細い上に、体質的にガリガリで転んだだけで骨折をし、救急車で運ばれる騒ぎとなった。
舟橋（ふなはし）
2年1組の生徒で、焼鳥チェーン「鳥舟」（とりふね）の息子。毎年行われる歓送会の屋台に、専用養鶏場で大量生産している軍鶏肉と、継ぎ足し式の特製タレを使った焼鳥を出し、客を集めていたが、クズ鶏（卵を産めなくなった鶏）と、キナ粉を混ぜたタレで作った陽一達の変わり焼鳥に負ける。
なおアニメでは、先述の「夏彦」という名で登場している。
竹橋（たけばし）
通称「タケ」。寿司屋竹の息子で、自称「情報屋タケちゃん」。陽一と同じ2年3組に所属する。特に鶏肉に関する情報をいち早く仕入れる。
みつ子（みつこ）
フランス料理店「プランタン」の一人娘。山岡みつ子とは別人。原作『II』にはフランス料理店「プランタン」の息子として「山岡みつお」という名前だけが登場しているが、関係は不明。
小林兆治（こばやし ちょうじ）
関陽学院中学の次期エースで2年生（陽一たちは3年生に進級しているため、1学年下にあたる後輩）。大の野菜嫌いで10年以上も口にしたことがなかったためにスタミナが著しく欠如していたが、陽一の料理で野菜を食べることができた。
可奈子（かなこ）
野球部のマネージャーで、小林同様に陽一たちよりも1学年下の後輩にあたる。亡き母親の思い出の料理の再現を陽一に依頼する。
れい子（れいこ）
声：鷹森淑乃
アニメ版のみ登場する、陽一とみつ子のクラスメイト。良家のお嬢様らしい、ツンデレ少女。トロッとした目付きと、カチューシャで束ねた茶髪が特徴で、その茶髪をかき上げるのが癖。第18話でみつ子とバレンタインチョコ勝負を挑むが敗れる。
その後第75話で再登場。その時はすっかり普通の少女になった。情報通でもある。
れい子の取巻きたち
アニメのみ登場。れい子といつも一緒にいる3人の少女。太っている女子生徒A（声：真柴摩利）、ポニーテールの女子生徒B（声：白石彩子）、ツインテールの女子生徒C（声：吉田美保）の3人で構成されている（3人とも本名は語られず）。第18話でれい子やみつ子と共にバレンタインチョコ勝負を挑む。その後第75話でれい子と共に再登場するが、女子生徒Cはいなかった。
落合信男（おちあい のぶお）
声：高木渉
アニメのみ登場。関陽学院中学の学生で、放送部に所属している。陽一と又三郎のうどん勝負のレポーターや、勝負の実況などを担当した。
PTAのおばさん
声：滝沢ロコ
アニメのみ登場。開陽学院のPTA代表として、校長・一馬と共にうどん勝負の審査を担当した。なお本名は校長が「イトウアケミ」と述べているが、EDでの声優クレジット表記は「PTAのおばさん」で、本名の表記は語られていない。

## その他のキャラクター
須原椎造（すばら しいぞう）
声：石森達幸
日本全国はもとより時には海外へも出没するグルメなおじさん。そのグルメっぷりは有名で、味皇GPで審査員をやった時は、観客からも歓声が上がるほどである。味の追求では、源二郎に引けを取らないと作者も語っている。口癖の「ブラボー」は、「とても美味しい（素晴らしい）」の意味で使われている。
元々は『ミスター味っ子』のハンバーグ勝負の回で単なる客として登場した名も無い中年男であった。対決する2店のハンバーグを順番に食べるのだが、料理を食べながらそれぞれの店のハンバーグの味の工夫を事細かに解説し、食べ終わると「ブラボー!」「すばらしいぞう!」と絶賛。審査員というわけではないので、彼の評価は勝負の行方を全く左右していない。しかし、同じ『週刊少年マガジン』で蛭田達也が連載する格闘技漫画『コータローまかりとおる!』の観客として同一人物が登場し、「すばらしいぞう!」「ブラボー!」を連呼。蛭田から「またこの人出してください」「名前は須原椎造がいいと思う」との寺沢へのメッセージが書いてあった。
それに応え、『味っ子』の駅弁勝負の回で再登場した彼は「須原さん」と名前も呼ばれ、蛭田の考えた名前が正式設定となる。今回は総員120名の団体旅行客の幹事として登場し、仲間内の駅弁を買い求める際、どの駅弁を買うべきかを決めるため、両方の駅弁を食べ比べるが、陽一の作った駅弁を「すばらしいぞう!」「ブラボーっ!」と大絶賛。その様子を見た他の客も彼に釣られて陽一の駅弁を先を争って買い求めたため、彼の評価が勝敗を決することになった。
また、アニメ版では各回のタイトルコール（最終回は除く）や、料理及び食材の解説役「ブラボーおじさん」として登場。ストーリー展開に関わらないナレーター役であるため、他のキャラクターと絡むシーンはほとんど無い。ただし味皇グランプリの時は、レポーターとして登場した。また時には陽一の味勝負の場に現れ、あまりの美味しさに店の客全員が彼の姿に変身することもあり、黒幕の毛利のトラウマにもなった（第12話、第32話。ただし第32話には登場しない）。
解説の時は、「ブラボー!」または「つつつつ、通!」といいながら登場し、陽一たちレギュラーキャラ（準レギュラーやゲストキャラも時々）のSDキャラを交えながら解説をした。なお時々ボケるなどの事が有り、例えば第17話ではカキアゲの回なのに「カレーライスの講釈を」「ではラーメンの講釈を」とボケて、SDキャラに「やりました!!」と突っ込まれたり、また1988年初の放送となる第13話（広島風お好み焼きの解説）ではいきなり御屠蘇で酔っ払って登場、さらに第87話（クズドリの解説）ではニワトリのコスプレで「ブラボッボー!」と登場していた。
カセットブックではこのまま「ブラボー」と言い続けていくことや、料理の解説だけで人生を終えることへの疑問や不安を味皇に相談していた。この際も彼は自分のことを「ブラボーおじさん」と紹介した。一方味皇は彼のことを「ブラボー殿」と呼んでいる。
演じる石森はタイトルコールの際の「ぃよっとぉっ!!」というかけ声を言った後に、力が入りすぎたのかクラクラしていたことがあったという（陽一役の高山みなみの談）。
『ミスター味っ子II』では前作同様、審査員として、孫娘の須原椎菜（すばらしいな）とともに登場（その前に「陽太食堂」の客としても登場している）。
なお、2009年に発売されたトレーディングカードゲーム『サンデーVSマガジンTCG』に登場した彼のカードは、上記の出自を反映して『ミスター味っ子』と『コータローまかりとおる!』のキャラクターを強化する特殊能力が与えられている。
『将太の寿司』のマガジンSP版でも、「須原さん」と呼ばれる似た風貌のキャラクターが登場する。
江川洋子（えがわ ようこ）
声：滝沢久美子
著名な女性料理研究家で、前述の江川たけしの母。だがTV出演が多い関係上、たけしへの料理は家政婦に任せているため、たけしの虚弱体質を招いてしまう。それがきっかけで、陽一とイワシグラタン勝負を行って負け（アニメでは勝利している）、以後はたけし思いの優しい母になる。
アニメでは、「アハハハハ…」や「オホホホホ…」のように高飛車笑いをしながら料理を作ったり、厚化粧姿が多いなど、原作よりもアクの強いキャラクターとなる。また、氷像製作も得意としており、そうめん用の氷の容器を目に見えない早業で作るシーンがある。その後、味皇GPの審査員になったり、テレビ番組で2年花組料理隊にそうめんの味をけなされ、陽一と一緒に料理隊との味勝負も行った。
ジョルジュ・ムスタキ
声：増岡弘
通称「フランス料理界の至宝」（本人は、自分はただの老いぼれで、歳のせいで祭り上げられただけだと謙遜している）。しかし、「料理のことにかけては誰にもひけを取らない」と自称し、下仲が陽一に負けたと聞き、フランスから来日し料理勝負を挑んだ。フランス料理人組合の評議長で、料理界のノーベル賞とも言える「セザール賞」（作品では料理の賞とされているが、実際には映画の賞である）の常連。
下仲の紹介で陽一とオムレツの三番勝負を繰り広げる。
アニメの名前はジャン・ピエール・ド・ムスタキになっていて、下仲だけでなくウィーン少年料理団（前述）の師匠でもある。
スコルピオン
味皇料理会が主催する料理サミットでドイツ館の代表として、味皇料理会ドイツ料理部主任の関場と対戦し大勝を上げるが、陽一が関場に協力した再戦では大敗、潔く陽一を称えて去って行った。ムスタキとも旧知で、日本の天才少年料理人（陽一）の話も彼から聞いていた。
李小亀（り しょうき）
声：上田敏也
香港一の料理店「小亀楼」を経営する料理人。通称「ドン亀」。10年前まで陽一の父・隆男の元で修行をし、帰郷後「小亀楼」を建てる。そして10年振りに「日之出食堂」に現れ、陽一に香港へ料理修行に来るよう勧める一方で、陽一の腕試しに隆男がかつて作った「冬虫夏草鶏スープ」を頼む。その後陽一が香港に来た時は、劉虎峰と陽一の味勝負の見守り役となる。「李小龍」（り しょうりゅう）という息子がいる。
アニメでは修行や「小亀楼」までは原作と同じだが、陽一への香港出陣の理由は「香港料理界の乗っ取りを企む味将軍グループから香港を守って欲しい」というものだった。また小龍は登場せず、代わりに李珉々が登場している。
劉白鳳（りゅう はくほう）
通称「味仙人」。皇帝の料理番である劉家の総帥。かつては隆男とも対決したことがある。その美的センスは、年老いてなお輝いている。ラーメン勝負で敗れた虎峰の元へ現れると、陽一に杏仁豆腐勝負を行う。
なお白鳳が作った「水中バラの花杏仁豆腐」は、アニメではカモンが作ったが、白キクラゲの台となる「揚げプリン」は使用しなかった。
アニメにも味仙人は登場するが、別人（声：宮内幸平）で、食べ物の供養をしている「味わい寺」の大僧正で、味仙人トーナメントの主催者ということになっている。
『味っ子II』では第50回味皇GPが始まる少し前に亡くなったことが、GPに現れた虎峰から陽一に告げられた。彼の劉家総帥の地位と"味仙人"の称号は虎峰に受け継がれた。
ゼンハオおじさん
声：河合義雄
香港で須原と共に、餃子勝負やラーメン勝負の試食をしたおじさん。いわば香港版ブラボーおじさん（「ゼンハオ」とは中国語で「素晴らしい」）。アニメ版では香港の蒸し餃子勝負のみだったが、原作ではその後、スコルピオンと陽一&関場のソーセージ対決にも、須原と共に登場。
コオロギ（神呂木仁）
声：神代智恵
一馬の弟子の中でも、最も登場回数が多いキャラ。『ミスター味っ子II』でもペア戦である味皇GPに一馬のパートナーとして参戦している。その際に初めてフルネームが判明した。その他に、ゲンゴロー、ウマオイ、バッタ、タガメなども存在し、コオロギのことを「先輩」と慕っている。
アニメではそばかすでハスキーで出っ歯のキャラだが、途中で実は女性であるという事実（アニメオリジナル設定）が発覚し、以降五頭身で女の子らしい外見に成長。陽一にとってのみつ子と同様の一馬のパートナーキャラクターとなる。頭に触覚がついており、松本へ向かった陽一と一馬の所在を虫の知らせで突き止めている。陽一&一馬&関場VSカモンの味勝負では巫女の格好をしていた。
十三代目武生玄斎（じゅうさんだいめ たけお げんさい）
1年に二本「神の包丁」を作れる技術があり、味皇の計らいで陽一と下仲に贈ろうとしたが、この年は運悪く一本だけ出来たため、彼の希望で陽一と下仲に魚料理勝負を行わせ、結果は陽一が勝利し「神の包丁」を贈ったが、下仲にもこれに準ずる「人の包丁」を贈った。「葉子」（ようこ）と「里子」（さとこ）という姉妹が孫であり、葉子は下仲の助手、里子は陽一の助手となった。
アニメでは、彼に代わり滝沢彦之介が登場している。
村田源一郎（むらた げんいちろう）
声：小林清志
アニメ版及び『ミスター味っ子II』に登場する味皇の兄。アニメでは戦後間もない頃に栄養失調で他界。彼の死が味皇と味将軍の確執を生む事になる。村田食堂を経営している（アニメではかつて村田食堂が建っていた場所に現在味皇ビルが建っている設定）。

### アニメに登場するその他のキャラクター
菊池屋ブラザーズ（きくちやブラザーズ） / 及川軍団（おいかわぐんだん）
アニメ第16話の駅弁勝負の「トリップシーン」（料理を食べた人が美味さ故に異世界にトリップしたり異常な行動をする場面）に登場した、陽一&菊池屋の「あつあつ弁当」と及川の「幕の内弁当」のおかずを擬人化したプロレスラー軍団。プロレス勝負によって双方のおかずの優劣を決めた。
菊池屋ブラザーズ
カーツ・ゴッチ（溶き卵に出し汁を混ぜ、少ない油で焼いたトンカツ）
ホット・ホイール（声：横尾まり。鮭の切り身をバタースープ・タマネギ・シイタケ・シメジごとアルミホイルで包んだ蒸し焼き鮭）
ビッグ・エッグス（アボカドが入った卵焼き）
トマ・ホーク（トマトの中身をくり抜いて器にしたサラダ）
カブリ・ヨリエ（カブの甘酢漬け）
及川軍団
カツ芯太郎（カツしんたろう。声：飯塚昭三。食パンから作ったパン粉のトンカツ）
サーモン豊作（サーモンほうさく。タレにショウガを加えた鮭の照り焼き）
怪童卵魔（かいどうらんま。ハンペンを挟んだ卵焼き）
【名称不明】（菜っ葉とトマトのサラダ）
【名称不明】（カブと塩漬け桜の一夜漬け）
これら10名は、この後も第34話のオードブル弁当勝負のトリップシーンで、双方のおかずキャラの応援役として登場、また第51話・第63話（および第51話を挿入したスペシャル版）のトリップシーンでは陽一たちと共に「おかずユンタ」を踊り、第51～76話のED冒頭にも登場している。このほか第33話ラスト近くでは、及川を励ましている阿部二郎の場面に芯太郎と豊作が登場している。
李珉々（り みんみん）
声：本多知恵子
アニメで李小龍の代わりに登場。「三姉妹の末っ子」という設定があったが、他の2人は登場せず。
俵三四郎（たわら さんしろう）
声：広瀬正志
機械工学の権威であると共に、大の食通でもある科学者。落武者のような髪形をしており、とある高級レストランで出された料理に毛髪が浮いているのを注意したところ、その店のシェフに「お客さんのでしょう!? そうやってただ食いするんだから…」とせせら笑われたことがきっかけとなって、料理人を激しく憎み出し、この世から料理人を排除すべく、お料理マシーン「アレックス」を開発した。だが、料理人の真の心を教えようとした陽一が、下仲のアドバイスや関場・芝の影の支援によるオムレツ勝負で打ち負かして改心。以後はさらに改良を重ねた「アレックス2号」を開発し、グルメ特急「ロイヤルアレックス」のオーナーとなって、陽一と共にロボコックとの戦いに勝利する。味皇料理会主催の花見にも「アレックス」を伴い卵料理を出品するが、甲山が目玉焼きを作ろうとして誤動作により会場がメチャメチャになる。
リャン・ガ・コーテー
声：筈見純
「霊幻料理人」の異名を持つ、中国の料理人。腰に下げた青竜刀で材料を刻んだり、舞うような動きで香辛料を加えるなど、様々な技を持つ。キョンシーのような弟子が4名おり、その弟子が階段状に整列し、リャンが最上部に陣取って、連携プレーで餃子を作る「万里の長城」が必殺技。
前回の「味仙人トーナメント」で米本と争うも決着が着かず、今回も米本と勝負しようと思ったが、米本の推薦により陽一と戦う事になる。その後味将軍グループとの最終決戦に、劉虎峰と共に再来日した。
滝沢彦之介（たきざわ ひこのすけ）
声：青森伸
京都の著名な刀鍛冶で、数年に一本だけ包丁を作れる技術を持ち、味頭巾の包丁も彼が作った。包丁や食べ物に関しては特に厳しいが、その反面、英語交じりで話すなどのお茶目な面も持つ。なお「滝沢彦之介」の名は代々受け継がれたもので、初代滝沢彦之介は初代味頭巾と共にあったといわれる。「亀蔵」（かめぞう。声：田口昂）というお付きがいる。
陽一と章吉の冷し中華勝負第1戦で陽一の包丁の雑な動きを見抜き、陽一が作った冷し中華を食べもせずに負けを宣言する（これがアニメでの陽一の実力での初敗北）、その後陽一を京都に招き、彼が作った包丁の争奪を賭けた冷し中華勝負第2戦を行い、陽一がリベンジを果たし、さらに茶碗蒸し勝負で陽一が勝つと、彼に包丁を与えるが、一方の章吉にも包丁を与える。その後第89・90話で陽一達を伊豆に招き、アイスクリーム勝負の見届け人となり、最後はサビていた陽一の包丁と、一馬の持つ味頭巾の包丁を研いでくれた。
バルツ・バンディオール
声：小林清志
コバイア王国の国王。日本との友好のため来日し、歓迎会の一環として味皇料理会・味将軍グループによるすき焼き発表を依頼する。
開催当日、完成した味将軍グループのすき焼きを試食し、材料の良さで感動すると、今度は味皇料理会のすき焼きを試食した途端、「心の籠った懐かしい味」と涙を流しながら感激する。国王はかつて日本に在住するも、太平洋戦争直後に両親とはぐれ、戦災孤児と化して放浪の身になるも、偶然出会った「村田食堂」の村田源一郎から雑炊を頂いて感激しており、「心の籠った味」が忘れられず、その味を再現した陽一たちを褒め称える（この一軒で味皇・味将軍は衝撃を受ける）。一方この判定に不満な阿部一郎に対し、ネギを捨てた事を教えると、「料理人なら物を大切に」と一喝、一郎に「料理人不合格」という烙印を押してしまう。
ウエッキーひとし
声：キートン山田
阿部一郎が主催する、無味乾燥な料理を流行らせる「無責任料理計画」を実行する、やたらとファンキーで無責任な料理人。
丸の内のビル街に出現し、富屋以外の店の人を彼と同型のマスクで配下にし、彼同様の性格にしてしまう。そしてその料理も、プリペイドカードを机に挿入し、無味乾燥なおにぎりを丸の内のサラリーマンたちにただ食わせるのみ、そして違うおにぎりが出ても、「腹に入れば皆同じ」とごまかすといった内容。これに激怒した陽一たちが味勝負を申し込み、料理カルテで送られたメニューを元に、「卵をまぶしたおにぎり」「スモークサーモンおにぎり」など（いずれも原作で「大河内屋」が出したおにぎり）を機械で作って売りさばくも、陽一たちの手握りおにぎりに敗れるが、直後に気球で逃亡する。
その後日本中にウエッキー部隊を出現させ、彼が作った無責任料理を記憶喪失中の味皇に食わせ、「うまいぞ!!」と叫んだと同時に、日本中のウエッキー部隊が無責任料理を皆に食わせようと始めるが、阿部一郎と陽一、一馬のサンドイッチ勝負の真っ最中、「料理は一人で作る」という一郎に対し、陽一らが「また『料理人不合格』といわれてもいいのか!?」と非難したことで一郎が逆上し、計画を中止して彼をどけてしまった。その後は阿部兄弟の和解と共に、全国のウエッキー部隊は消滅した。
K・タニー（ケー・タニー）
声：飯塚昭三
ウエッキーの相棒だが、やたらと突っ込まれることが多い。
試食する親子
声：母 - 花咲きよみ、子 - 篠原明美。
40話のうなぎ勝負に登場した客の母子。味皇にも勝るとも劣らないリアクションの持ち主。第78話の豆腐勝負や第80話の粽・柏餅勝負にも登場した。
亮子（りょうこ）
声：横尾まり
毛利とカモンの「味皇料理同盟」に侵された松本市で、唯一同盟に加盟していない旅館「みさき館」を一人で経営する女性。調査に来た陽一が一瞬「母さん!!」と叫んで飛びつこうとするほど、法子にそっくりで、性格も法子より遥かに豊か。違いとして、スカート姿の多い法子に対し、彼女はジーパンを履いている。
今ちゅう（いまちゅう）
声：龍田直樹
「日之出食堂」の近所に住む黄色のネズミ。場面転換時に登場する、狂言回し的キャラ。「日之出食堂」以外の場所でも登場（県外は元より香港でも）。「日之出食堂」の残飯を食べていて、結構太っている。近所のメスネズミに片思いしている。終盤期に1度だけ陽一と会話したことがあった。

## 『ミスター味っ子II』の登場人物

### 陽一の家族
味吉陽太（あじよし ようた）
『ミスター味っ子II』の主人公。第一話時点では中学2年生。「ミスター味っ子」の主人公・味吉陽一の一人息子である。味皇料理界との接点を持ってからは味皇料理会少年部に特待生として所属。
後に、天才料理人育成のカリキュラムが組まれた味皇料理会高等部、通称「味皇高校」に在籍する。第一部の43話（中学3年春）から44話の味皇高校入学式の間に約10ヶ月の空白期間があり、別人のように背が伸びて容姿が変わった。母親からは「勉強をして大学を出て、一流の会社に行けばいいの」と言われているが、本人は料理をすることが大好きで、祖母から時々料理を習っていた。「ミスター味っ子」の息子に相応しくアイディアの煌きは抜きん出ていて、少年時代の陽一のように負けん気の強さは人一倍である。味皇高校の「ガレリア」にも参加し、「第二日之出食堂」という名前の店を出したが、その店についての詳細は作中で語られる事はなかった。第二部では高等部を抜け出し（在籍中である事は作中の台詞で言及されている）、18歳に成長して活躍する。
陽一と比べて荒っぽい言動やダイナミックな発想が目立つ反面、周囲に父親やアンヌといった非常識な人物が多いためツッコミ役を務めることも多い。陽一と葛葉が源三との料理勝負に向かう車内でどちらも「自分達は料理を作る事しか出来ない」「料理が出来ればそれでいい」という意味の台詞を吐いたのを聞いて（良い大人がそれじゃ、ただのアホじゃないですか）と内心困惑して突っ込んでいるが、すぐに（だったら、僕もそのアホになってやろう）と決意している。
最終巻巻末の天台ハジメの取材メモで、その後は結婚して子供（陽一の孫）が生まれた事が明かされた。
後年、同作者の『将太の寿司2』、最終話にゲスト出演。成長したアンヌに連れられて主人公が働く「モナミ寿司」に来店、主人公の寿司を食べて「俺ならもっとうまい寿司が作れらい！」と負けん気の強さを見せ、逆に本作よりも落ち着いたアンヌに「相変わらず大人気ない」と苦笑されている。
味吉八重（あじよし やえ）
『ミスター味っ子II』に登場。陽一の妻で、陽太の母親である。旧姓は吉野。第一話時点では32歳であり、陽太の年齢から早婚である事をうかがわせている。近所で評判になるほどの料理の腕前で、陽一が放浪の旅へ出ている間にも、義母である法子と一緒に、日之出食堂を支えてきた。陽一のすぐ傍で料理を作り続けてきたこともありアイデアや腕は相当な水準である（それ以前に、中学のときに陽一に送ったチョコも陽一がよくできていると評価している）。その一方で、陽太には料理を全く教えず、苦労するのは私たちだけで良いと考えている。両親は岩手に住んでいることが判明している。
息子のセリフや行動から、“良からぬこと（特に下ネタ系）をしているのでは”と早とちりする性格描写がある。陽一との結婚も、そのアグレッシブさと行動力で押しかけ女房となった末でのこととされている。
本編で陽一との慣れそめとなったエピソードで、関陽学院中学の2年後輩の間柄かつ在学当時は陽一のファンだった事が明らかにされた。このエピソードはいわゆる『ミスター味っ子II』の作中作としての発表されたが、『ミスター味っ子』の新エピソードとして描かれている。

### 味皇料理会（新味皇）
葛葉保名（くずは やすな）
新味皇を務める青年料理人。第38回味皇GPで3連覇を果たした兵太の前に現れ「コンビニの豆腐でもお前より旨い物を作ってみせる」と豪語し、コンビニ豆腐とうま味調味料を使ったその料理を食べた味皇が葛葉の勝ちを認めた。その後行方が知れなかったものの、村田源三が突如味皇として推薦。さらに一時的とはいえ味皇の意識を回復させたことで、新味皇（三代目味皇）として万人に認められることになる。
その素性は江戸時代から続くと言われる有名な老舗料亭の跡継ぎで、中学で父を越えるほどの力であった。しかし、加齢で料理の腕を落としつつあった父と共に味皇GPに出た際、父の作った料理では勝てないことを悟って料理を審査員の好みに合わせた自作にすり替えて勝利したが、結果として前々から息子の料理の才能に嫉妬していた父親は自殺してしまった。以後「料理は人を裏切る」「料理で不幸になる人をこれ以上見たくない」という信念を持つに至り、味皇でありながら熱意ある料理人に対して冷や水を浴びせるような言動を繰り返してきた。しかし、源三が新山・金本の心をも打ち砕いた行為はそんな彼にも許せるものではなく、反旗を翻す。
先述の修行時代に他人の顔をうかがいながら料理を作ってきた末に相手を見るだけでどういった料理を食べたいか・好みを持っているかが判る特殊な力を得ており、この力のせいで周囲からは心を見透かされた嫌悪感の目で見られてきた。
村田源二郎の復帰と味皇への復位に伴い味皇を退位して料理会を辞め（本人は「味皇をクビになっちゃった」と自嘲している）、一介の料理人に戻って活動しているが、髪型は修業時代に戻し、以前の面影が全くない程明るくなり、味皇時代に食事を運んできていた女性と付き合っている。
村田源三（むらた げんぞう）
味皇室室長兼高等部の校長。村田源二郎の実弟で、味皇料理会創設時からの大幹部だが、兄が健在の時は表舞台に立つことはなかった。しかし兄が病に倒れて1年後に葛葉を連れて現れ、彼を新味皇として立てて料理会の実権を握る。雑事は全て味皇から任せられているが、些細なミスも見逃さず、功績のあった古参幹部も簡単に追い出す独裁体制となっている。
その正体は味皇料理会の創設者にして、初代味皇。設立当時の味皇料理会は、料理の研鑽のために様々な料理店に勝負を仕掛けて打ち負かし、その店を乗っ取っていく武闘派集団であった。しかし当時一介の町食堂の料理人だった味吉隆男との料理勝負に敗れたことで味皇料理会は解散の危機に陥り、源三が一線を退き源二郎が味皇になることで事なきを得て、以来裏方として料理の腕を一切封印してきた。そのため、彼が初代味皇だった過去は料理会内部でもタブー扱いとなり、主任ですら知らない者が多かった。
料理主任である金本・新山のコンビを全く寄せ付けないなど実力は今なお確かである。また、部下には他人の料理をまねることに特化した料理人の集団がおり、源三を支えている。
最終的に彼がグランプリを開いた目的が明らかにされ、その後も料理会で講義を持った。
磯島慶人（いそじま けいと）
丸井の次代の味皇料理会イタリア料理部主任だったが、陽一たちとの料理勝負に敗れたために、村田源三から味皇料理会を追い出される。だが、本人は主任の座にそれほど未練はないようである。陽太の良きアドバイザーであり、自身も味皇料理会の少年部・高等部の出身である。腕前は確かだが、料理以外の物事には関心が薄く、良く言えば前向き、悪く言えば大雑把かつ思い込みや勘違いの激しい性格をしている。高等部時代に他人の営業している店を自分の店の用地と間違えて破壊し1億円の借金を抱えるが、わずか1年で料理の腕一つで全額返済した過去を持つ。
イタリア料理部主任時代は陽一と対戦した際、前任の丸井を「丸井」と呼び捨てにし「人を使う能力がまるでなかったからクビになった」と酷評していたが、自身が追放された後、「味皇高校」へ進学するか迷って相談に来た陽太への忠告では「丸井さん」と呼んでおり、追放についても「丸井さんの事では、オレも自分を弁護できる立場にない」としていた。終盤の味皇GPで丸井と再会した時は敬語で接している。
また思い込みの激しい性格からひょんなことで知り合った音羽松也とも親しくなっている。第50回味皇GPでは松也と組んで決勝戦に飛び入り参加。しかし課題が鍋料理なのにチャーハンと勘違いしていた。
水谷幸喜（みずたに こうき）
味皇料理会少年部で講師を務めている少年部の主任。料理の技術だけではなく、心得をちゃんと教えていることなどから、少年部の生徒および卒業生たちからの信頼はとても厚い。少年部に通う柿本は、養子であるがこの事実は公表されていない。
シオン・ハルス
中東の貧しい国で放浪している陽一と会った孤独な少年。一番の高級レストランと評されていた「ファウンテン」（泉亭）の捨てられた食材を持ち出してトラブルとなったが、シェフであるアレックスに認められる料理を作ることに成功し、アレックスに弟子入り、母親とも再会できた。その後、陽一と再会してその才能を開花。味皇GPにアラン・ブラウンと組んで出場し、堺一馬を破って本戦に出場。その後、味将軍・KAEDEによる厳しい修行を経てGPで味将軍・KAEDEと対決したが、地力の差で完敗した。
後に下仲の後を継ぎ味皇料理会ヨーロッパ支部統括部長となり、次期味皇候補とまで評されていることが語られている。
作者の別作品『将太の寿司2』には直接登場しないが、フランスの女性シェフ「アンヌ」に手作りの塩を送っている事が示唆されている。
アレックス・ロシ
「ファウンテン」（泉亭）のシェフ。味皇料理会から、最高の「3クラウン」の肩書きを持つレストランである。また「AJ」と冠される料理は、世界に100とない料理を作るほどの腕前である。
シオンが店の残り物を盗もうとしたことがきっかけで、陽一の仲介により彼に料理勝負を挑まれる。シオンの作った料理を食べて素直にその才能を認め、自分の使用した材料の残りを提供し激励の言葉を送った。その後日に彼を弟子に取る。
その後第50回味皇GPに下仲とコンビを組んで出場する。不測の事態が原因により予選で敗れたが、その後は密かに黙って出場していたシオン達のバックアップに回る。
アラン・ブラウン
大農場を営む両親を持ったアメリカの少年。料理人への道を志している。後に「アメリカ料理」で下仲と対決して敗れ去るが、その対決を通じて下仲に自らの腕を認めさせ、下仲に弟子入りするに至った。
新山昭和（にいやま あきかず）
現在の味皇料理会日本料理部主任。年は不明だが外見は20代後半くらいと若い。見た目通りの厳しい性格の人物ではあるが、陽一達先達の者達や目上の人物には敬語を使い礼儀も正しく、教えている子供たちの話をするときには楽しそうな顔もする。料理の腕も地位に相応しく、イタリア料理部主任の金本とコンビを組んで出場した第50回味皇GPでは旧料理会主任達を抑えて予選を突破した。ただし下仲・ロシ組は不測の事態から規定調理時間を超えて調理を行ったことを審査員の1人に指摘されたことにより敗北している（この審査員は利害に駆られ下仲・ロシ組を裏切り者と決めつけたが、そのことで金本から鉄拳制裁を喰らった上、「味皇料理会の権威を失墜させる」と源三に叱責され大会終了後に処罰を下される事を通告された）。また、下仲・ロシ組の料理の評価が不当に低いことについては棄権を賭けて抗議した。
金本とは常に行動を共にするほどの親友で、2人で料理を作るとまるで夫婦漫才みたいなやり取りを行う。
金本と共に味皇料理会をもっと外に開けた組織にしたい理想を持っていたが、その理想を陽太達に語った夜、本性を現した源三が2人に料理勝負を挑んでくる。金本と共に次々と料理を作るがそのことごとくを源三に上回られ、三日三晩に亘って自分の今まで培ってきた料理を全て否定され続けた結果、「もう二度と料理なんて作らない」と思うほどに絶望の淵に落とされた。その後料理会に辞表を提出して去ったが、源二郎の復帰後に一から修業し直し再度源三に挑む決意と共に料理会に舞い戻り、源三の講義を受けに来た。
後に金本共々、味皇料理会の重鎮となっていることが示唆されている。
金本保光（かねもと やすみつ）
追放された磯島の後任の味皇料理会イタリア料理部主任。外見年齢は新山と同程度。私服の上から調理着を羽織っただけの格好で性格も型破りな人物ではあるが、その実力は地位相応のもので、前任の磯島同様味皇高校主席卒業の実績を持つ。陽一達先達の者達を「ロートル」と呼び、自分の料理の腕に絶対の自信を持つ。また特に一般向けの料理教室などではそのフレンドリーな性格で主婦たちにも人気があり、極めて高い評価を獲得している。
新山とは常に行動を共にするほどの親友。かつて「自分が負けたら利き腕を斬り落とす」と豪語して行った料理勝負に負けた時に彼に救われた他、主任会議で磯島の後任のイタリア料理部主任を決める検討が行われた時、唯一新山だけに推薦してもらったなど、新山には多大な恩義を感じている。
新山と同じ理想を持っていたが、その理想を陽太達に語った夜、本性を現した源三が2人に料理勝負を挑んでくる。新山同様、三日三晩に亘って自分の今まで培ってきた料理を全て否定され続けて絶望の淵に落とされた。その後新山と共に料理会に辞表を提出して去ったが、源二郎の復帰後に新山と共に源三の講義にやってきてその技術を全部盗み取ると宣言した。

#### 味皇料理会少年部・高等部
天台一（てんだい はじめ）
高名な料理評論家である、天台益高の息子。父親のグルメガイドの手伝いをしていて、「1日8軒のラーメン屋を回る」のが日課らしく、「日之出食堂」の全メニューをたった2日で制覇したほどの大食漢。父親と共に築き上げたネットワークを駆使し、良い素材を短期間に集めることも可能である。料理評論家を継ぐための勉強として料理会少年部に入学。少年部加入当初はよく陽太とつるんでいた。少年部卒業後は普通の高校へ進学しているため登場しなくなるが、第50回味皇GP直前に他の旧少年部の面々と再登場して陽太を応援する。第115話で日之出食堂に取材に訪れ、それがきっかけで陽一が陽太に、隆男が本当は死亡が誰にも確認されていない事を明かす。最終話巻末にて、主なキャラクターのその後が彼の取材メモという形で公開された。
安藤睦男（あんどう むつお）
老舗懐石料理店である「あんどう」の一人息子。跡取りの座は自らの力で勝ち取るために、少年部へ入学をする。後述の龍樹とは犬猿の仲。真面目な性格をしているが、現実を知らない正論に彼の功績は尻下がりに落ちていくことが多いが、潰れることのない芯の強さがある。3月の中学卒業と同時に、高等部に進学。少年部では陽太たちと同期であったが、実は1学年上であるため、高等部では上級生として登場。陽太の高等部入学直後まではよく一緒に行動していたが、第二部以降は登場しなくなる。『II』最終話の扉絵の全員集合シーンで登場したが、龍樹とは相変わらずの仲である模様。
柿本龍樹（かきもと たつき）
通称「タッキー」。人と同じやり方を良しとせず、どこか飄々とした性格。少年部の面々が陽太の父陽一と会った際に全員が憧れのまなざしを向け、過去の陽一の料理を絶賛する中、一人「中には少々無茶な料理もあると」と言いかけて全員に袋叩きに遭っている。その性格が水と油で、前述の安藤とは犬猿の仲。しかし、苛酷な環境で過ごした経験から、内面はかなりシビアな考えの持ち主で、他人を気遣おうとする陽太に皮肉をもらす事も多いが、何だかんだで面倒見の良さを見せる事もある。作る方も味覚に関しても優れており、将来は味皇料理会の屋台骨になるほどと称される。10歳の頃に両親を交通事故で亡くし、その後しばらく施設に預けられていたが、そこは日常的に施設の人間達から虐待を受け、食べる物も着る物もままならないという非常に劣悪な環境となっていた。その為、耐えられなくなって施設を飛び出し、行き倒れになっていたところを、少年部の講師でもある水谷に保護される。そしてある出来事をきっかけに、水谷の養子となり、現住所は水谷宅であるが、水谷にあまり迷惑をかけたくないという理由から橋の麓にテントを張って暮らし、自活で暮らしている。日之出食堂が全壊した陽太は、一時期彼のテントに転がり込んでいた。
竹本翼（たけもと つばさ）
味皇料理会の高等部に所属し、フードコート「ガレリア」内に「リゾット」専門店を経営。店自体は繁盛していたが、どうしても「合格点」を貰えずに、伸び悩んでいたが、陽太の一言をきっかけに、さらなる繁盛を見せる。
大塚粟香（おおつか あわか）
通称「あわわ」。自分のやりたい料理を見出せずに竹本のリゾット店で調理をしていたが、陽太が竹本に教えた一言を別の意味で活用して独立開店した。
池谷
竹本の同級生で友人。にこやかな態度を取っているが、本性は尊大でエリート意識が強い。安藤と陽太が行楽弁当を出すのを聞いて、それを真似て隣で同じ行楽客を狙った弁当を出す。結果は池谷の圧勝（実際は安藤と陽太の自滅に近い）だったが、彼ほどの実力があっても、3年生の中では「ヌケサク」「3年の面汚し」と呼ばれるレベルであり、本人も「1年相手に、勝っても自慢にならない」と自嘲した。
3年生達は、少年部の店舗実習一位という事で安藤に注目していたが、この惨敗で「池谷にしてやられるような小物」「期待外れ」と幻滅して去って行った。
その後作中には登場しなかったため、安藤が雪辱できたかは不明。
音羽松也（おとわ まつや）
「ガレリア」内で売り上げ当月の第4位を記録した「Mのレストラン」の店主。月に1回たった一人のお客のために開店するという伝説を持つ店。そのディナーは「一食1500万円」という超破格の値段（松也の腕にほれ込み毎月食事を依頼する西京極という金持ちがいる故のことでもある。高価な材料を金に糸目を付けずに使えるのも、松也の腕を西京極が信頼している所以で、アクシデントで陽太が松也の代理を申し出た時は西京極は一度は断っている。）であり、これが売り上げ第4位を記録する要因でもある。彼によればこのやり方を真似る生徒は「実際のところ結構いる」が、誰も自分の様にはやれないとの事。陽太の味皇高校の入学式の最中、出来合いの材料での調理を要求する村田源三校長と意見を対立させ、その場で退学処分（と言うより、売り言葉に買い言葉で自分から退学した）となった。ガレリアでは元々西京極一人のために店を開いていたので、退学になっても西京極の自宅に出張料理をすれば同じ事だったが、西京極は自分の一存で生徒を退学処分にした源三に憤りを感じて松也への引き続きの協力を約束。それを受けて、料理会本部の面前で店を開く。それを潰すために源三は陽太を差し向け、勘違いのオンパレードの末松也の店に転がり込んだ磯島（彼本人は松也の店を、味皇料理会直営店で、自分がまた認められてその店長に指名されたと思い込んでいた）と共に道路を挟んでの売上勝負を行う。お互い凄い料理を繰り出して一進一退の攻防が続くが、陽太が使う特製のかまどを使えばもっと凄い料理が出来る事に気付く。今は敵味方に分かれているから、かまどを陽太から借りられるわけがないし、すぐに同じかまどを作れるわけもないから諦めるしかないと思っていたが、磯島の「陽太は、ただ美味い料理を作りたいだけなんだから、かまどを貸すのを断るわけがない」の言葉で背中を押されて陽太にかまどを貸してくれるよう申し込んだところ、磯島の言葉通り、松也の案を聞いた陽太は快諾、磯島と三人協力して凄い料理を作り上げた。源三は指令を忘れて松也と協力する陽太に憤りを感じていたものの、協力して料理を作る過程で松也の店はほぼ全壊して翌日以降の営業は不可能になり、結果的に「松也の店を潰す」という指示は達成した形になったため、苦々しく思いながらも特に処分を行う訳にはいかなかった。
陽太とはガレリアで店を開いている最中に知り合ったが、その高い才能を認め合う仲で、味皇グランプリで陽太の相方のアンヌが失踪したときには女装して代役を務めた。

### その他
佐野稔次（さの ねんじ）
ラーメンの殿堂「ラーメンワールド」の創設者で、ラーメン界では広く知られた職人。ラーメンワールド建設のために日之出食堂に立ち退きを求めたが、陽太のラーメンを食べて諦めた。後に味皇料理会の引き抜きに応じてラーメンワールドを去ろうとし、佐野を慕って他のテナントが大量脱退するトラブルを巻き起こしたが、堺一馬とのうどん勝負で自ら負けを認め、元の鞘に収まった。
野村翔一（のむら しょういち）
激安ファミリーレストランチェーン「スワローズ」の社長。客のことを第一に考える姿勢は極めて真摯で、職人主義が長じて傲慢な料理人のいる味皇料理会は毛嫌いしている。
アルバイトを志願してきた陽太を連れ歩き、その営業を見せたが、客のことを第一に考えるあまりかえって客達に増長させた振る舞いを許してしまっており、仕入先等、客以外の人間達には負担を強いる一方と考えた陽太とは、決別することになる（ただし、陽太も負担を強い過ぎていた部分のみに対して反感を抱いただけで、人柄や思想自体はほぼ同意しており、後述の彼の凋落に関してはショックを見せている）。
その後、食べてもらう側に用意する側や仕入先の気持ちを理解してもらうべく大胆な行動に出た陽太の姿を見た結果、自身の考えが間違っていた事に気付き、仕入先の負担を考えて値上げに踏み切ったが、既に自身のレストランに来る客達の増長は歯止めが利かなくなってしまっていた事から、減収した事態の責任を取らされ、社長職を引きずり下ろされてしまう。彼がいなくなったスワローチェーンはライバルチェーンの『サイヨーチェーン』の買収打診にあっさり応じ、吸収される事になった。しかし彼自身は、別の店を開いて成功し、支援者も増えている。
坂元有里（さかもと ゆり）
「スワローズ」仕入先農家の娘。教師を目指していたが、実家の両親が寝る間も惜しんで苦労して作った野菜の価格を、出荷先のスワローズから大幅に落とされ、収入減のために大学への進学や教師の夢を断念せざるを得なくなってしまう。自身の家の事情を理解出来ていなかった陽太の態度に対して「うざい」と反発し、この出来事は陽太に生産者との関係を考え直させる、大きなきっかけとなっている。その後、陽太から実家で作られている葱で稼いだ大金を手渡され、大学への進学に使うと良いと提案されるが、苦労しているのは自分だけではないからと、全額受け取る事は拒否。将来の進路は、教師から保母に転向する事にした。
スワローズとの一件以降は、自身の家の事情の為に献身的になってくれた陽太に想いを寄せるようになり、アンヌに嫉妬することも。
下仲アンヌ（しもなか アンヌ）
味皇料理会ヨーロッパ統括部長、下仲基之の娘。料理の腕やセンスはあるのだが、父親に認めてもらいたいという希望とコンプレックスから、型破りな料理を試みる傾向が強くなっている。自作した調理器具が原因で店を吹っ飛ばしたり、怪我人を出すのはザラであり、日之出食堂すら一度それで吹き飛ばしてしまった。父親にとってはほとんど目の上のタンコブ状態であるのだが、本人はその事に反省する様子を見せない傍迷惑な有様である。
陽太とコンビを組んで味皇グランプリに出場。一度葛葉の言葉に料理への情熱を失いかけるが、陽太の作ったオムレツを食べて、再び料理への情熱を取り戻した。
かなり大人びて見え、ワインを持ち歩いていたり（第67話）、焼きそばの話を聞いてビールを欲しがったり（第76話）、葛葉の前で酒を飲んだり（第84話）と酒を嗜んでいる。しかし、実年齢はまだ11歳であり、酒を飲もうとして父親には「飲酒は16歳から」（フランスの法律による年齢制限）と止められた事もある（最終話（第115話））。
後に同作者の『将太の寿司2 World Stage』にて、若年ながらミシュランの高い星を獲得し「フレンチのミネルヴァ」の異名を持った、役人にも顔がきく大物女性シェフとして登場。調理法は優れていても素材に劣りがちなフランス料理にあって、妥協せず良質な素材を集めている。同作中では「アンヌ」としか呼ばれてなかったが、最終話で陽太をモナミ鮨に誘ってきた事で同一人物である事が明かされた。
斉洋早蔵 & 安蔵（さいようそうぞう & あんぞう）
味皇GPで予選を突破した兄弟。野村を追い出した後のスワローチェーンを傘下に収めている。仕入れ値の大幅な値下げを一方的に通告するなど利益のためには手段を選ばない性格である。
兄の早蔵は、高い腕をもつ料理人だがかなりの不細工顔。
弟は、審査員全員の好みを調べ上げるなど情報戦を行い、さらに味皇GPで対戦した陽太にも食材のすり替えなどさまざまな嫌がらせを行ったが、陽太の料理の前に敗退した。卑怯な行為の根底には、兄がその容姿ゆえに不当に評価を得られない現状を非常に嘆いている面もあり、兄の汚名返上に力を（過剰に）注いでいるからである。また、兄は印象ほど卑怯と言う訳ではなく、陽太も認める腕を持つが、自分の為である事や口数が少なく発言力がないので弟を諌められない（そもそも冷蔵庫の細工に陽太が気付いた際、弟と共にほくそ笑む等、悪人ではないものの必ずしも善人というわけでもない）。最終的には松也と陽太も、冷や汗をかきながらも「思ったほど悪い奴らじゃないかも」「兄さん思いの素晴らしい弟さん」と評価を改めている。
虎 鈴鈴（フー リンリン）
"味仙人"となった劉虎峰の弟子である、天真爛漫な性格の女の子（しかし実年齢は32歳で、3人の子供もいる。彼女の夫も虎峰の弟子の1人で、味皇GPにも同伴している）。過去の味皇GPで師と相対した陽一・一馬・兵太のファンで、彼らにサインをねだっていた。一見細腕だが、幼少から腕相撲で男にも負けた事が無いほどというくらい腕力が強い。
料理の腕は虎峰の弟子だけあってかなりのもの。重い中華鍋を片手で自在に扱う腕力を持つ上、調理技術も師から要の調理を任されたり、時には調理全般を任されたりするなど高い信頼を得ている。
第50回味皇GP予選では全参加者の中で唯一100点満点の採点を受けた料理を1人で調理した。

### 客演
以下は同作者作品からの客演。
寺田（てらだ）
天台一（およびその父親）の知己である講談社の編集者。料理本の編集部員だが、取り扱った店のメニュー記事を、別の店のメニュー記事と取り違えて掲載させ、大騒動を引き起こす。
高野聖也（たかの せいや）
『喰いタン』の主人公。大食いの名探偵にして人気推理作家。通称・喰いタン。2009年17号の『味っ子II』第二部開始時の冒頭（巻頭カラー）で日之出食堂を食い尽くすつもりで登場するが、肝心の日之出食堂が更地（売地）となっていたのを見て絶叫するという、いわば連載のバトンタッチ的な行為を行った。本作では他にアメリカ編にてモブで登場している。またエビチリ勝負の直前に味吉一家四人が「劉家飯店」で課題のエビチリ含め沢山の料理を平らげて陽太が「うちは異常な胃袋を持った家系なんだろうか？」と呆れている傍の席で、ほぼ一人で同程度の量の料理を平らげていた。
出水京子（いずみ きょうこ）
高野の秘書。『喰いタン』同様に高野につき従ってツッコミを放つ。
空山海（そらやま かい）
『喰わせモン!』の主人公。フードプロデューサーとして依頼を受けて渋々味皇グランプリに出場したが、アシスタントとして組んだ依頼人に散々足を引っ張られて予選最下位で敗退した。
大年寺三郎太（だいねんじ さぶろうた）
『将太の寿司』からの客演。「東北の竜」などの異名を持つ幻の寿司職人。カジキを身一つで捕獲する、短時間で伊勢海老を大量にとってくる等、本作でも恐るべき体力と技術を見せつける。